# 1. FC Lokomotive Leipzig

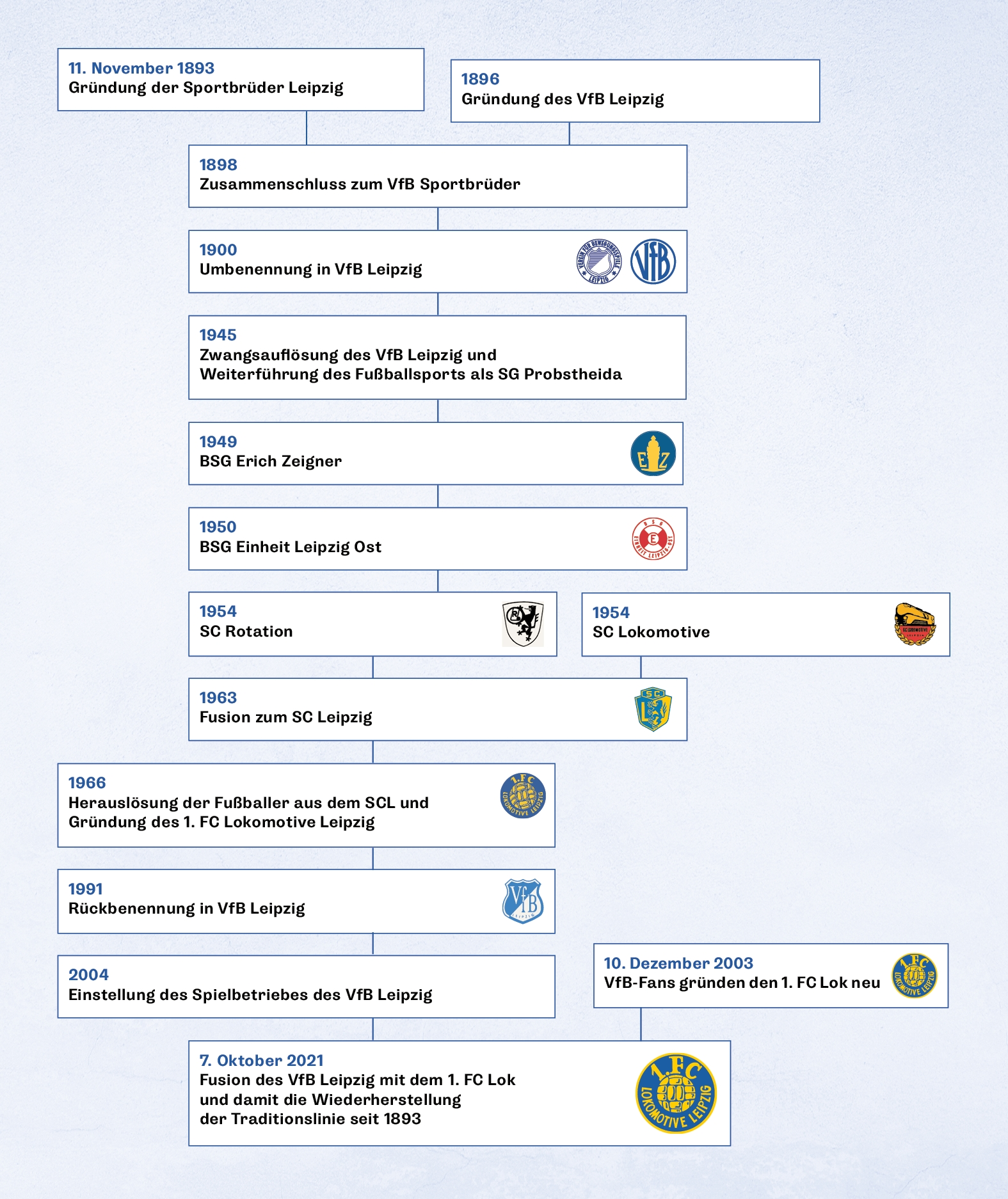
Historische Namensentwicklung des 1. FC Lok Leipzig und seiner Vorgänger

Der 1. FC Lokomotive Leipzig, Verein für Bewegungsspiele e. V., kurz 1. FC Lok oder Lok Leipzig, ist ein Fußballverein aus dem Leipziger Stadtteil Probstheida. Der Verein wurde Anfang des 20. Jahrhunderts als VfB Leipzig dreimal deutscher Fußballmeister. 1945 zwangsweise aufgelöst, wurde an gleicher Spielstätte die Traditionslinie durch den 1. FC Lokomotive Leipzig erfolgreich fortgesetzt. Der Verein galt als einer der erfolgreichsten Fußballvereine in der DDR. Mit der Umbenennung in VfB Leipzig im Jahr 1991 sollte an alte Vorkriegserfolge angeknüpft werden. Nach einem einjährigen Gastspiel in der Bundesliga-Saison 1993/94 folgte in den anschließenden Jahren der Abstieg bis in die viertklassige Oberliga Nordost. Nach der zweiten Insolvenz im Jahr 2004 meldete sich der Verein vom Spielbetrieb ab und der 2003 neu gegründete 1. FC Lokomotive Leipzig setzte die Vereinstätigkeit fort. Im Oktober 2021 fusionierte der VfB Leipzig mit dem Nachfolger 1. FC Lok Leipzig.
Die Mannschaft, welche oft die Loksche genannt wird, trägt ihre Heimspiele im Bruno-Plache-Stadion aus.

## Geschichte

### 1893–1945: Vom Rekordmeister zum Pokalsieger

Das Logo des VfB bis 1945

#### Die Anfänge des VfB
Am 11. November 1893 wurde von Johannes Kirmse und Albert Rößler die Sportbrüder Leipzig gegründet und etwa drei Jahre später wurde von Theodor Schöffler die Gründung des VfB Leipzig initiiert. Am 13. Mai 1896 wurde der Verein in Bodens Deutscher Trinkstube gegründet. Der VfB bestritt am 5. Juli 1896 sein erstes Spiel, welches mit 3:1 auf den Lindenauer Sportplatz gegen den Leipziger BC 1893 gewonnen werden konnte. Diese beiden Fußballvereine schlossen sich 1898 zum VfB Sportbrüder 1893 Leipzig zusammen und waren unter diesen Namen im Jahr 1900 Gründungsmitglied des Deutschen Fußball-Bundes. Bei der Gründungsversammlung im Leipziger Restaurant Zum Mariengarten wurden sie durch Johannes Kirmse vertreten. Im gleichen Jahr legte der Verein den Zusatz Sportbrüder ab und trat unter den Namen VfB Leipzig an.

#### Drei Meistertitel für Leipzig
Von 1900 an explodierte das fußballerische Leistungsvermögen geradezu unter Führung des ehrgeizigen Trainers und Spielers Theodor Schöffler. In der Saison 1902/03 wurde der VfB erstmals innerhalb des Verbandes Leipziger Ballspiel-Vereine (VLBV) Leipziger Gaumeister. Dies qualifizierte ihn für die zum zweiten Mal durchgeführte Endrunde im Verband Mitteldeutscher Ballspielvereine (VMBV). Nach einem 4:0-Endspielsieg gegen den Dresdner SC war der VfB Mitteldeutscher Meister und damit für das erstmals ausgetragene Finalturnier des DFB, die so genannten Bundesspiele, qualifiziert. Nach Siegen über Britannia 92 Berlin (3:1) und Altona 93 (6:3) stand der VfB am 31. Mai im Finale. Er gewann das Endspiel in Altona 7:2 gegen den DFC Prag. Der VfB Leipzig war damit 1903 Deutscher Meister und hielt als erster Verein in der DFB-Geschichte den Siegerpokal Victoria in den Händen.
Der VfB Leipzig gehörte nun zur absoluten Leistungsspitze im deutschen Fußball. In den zwölf Jahren bis zum Ersten Weltkrieg 1914 qualifizierte er sich immer für die spielstarke Endrunde um die mitteldeutsche Meisterschaft und neunmal für die DFB-Endrunde. Nur dreimal wurde die DFB-Endrunde verpasst: 1909 aus organisatorischen sowie 1908 und 1912 aus sportlichen Gründen. Während der acht DFB-Endrunden (1905 nahm man aus Kostengründen das Spielrecht nicht wahr) zog der VfB Leipzig selbst sechsmal ins Endspiel, wurde dort dreimal Deutscher Meister (1903, 1906 und 1913) und drei weitere Male deutscher Vizemeister (1904, 1911 und 1914).

#### Der VfB wird zu Mitteldeutschlands größtem Verein
Während der Wiederaufbau einer ebenso wie in der Vorkriegszeit erfolgreichen Fußball-Mannschaft nicht gelang und sich sportliche Erfolge nur noch sporadisch einstellten, entwickelte sich der Gesamtverein bis 1923 mit über 3.300 Mitgliedern zum größten Verein in Mitteldeutschland. Seit 1893 wurden im Ur-Verein Sportbrüder schon Wandern, Radfahren oder leichtathletische Übungen angeboten. So holte 1905 Max Beckmann über 400 Meter die erste Deutsche Meisterschaft für den VfB. Georg Krach holte für die VfB-Leichtathleten 1917 die fünfte und letzte Goldmedaille im Kugelstoßen. Spätere Meisterschaften wurden noch im Gau oder in Mitteldeutschland gefeiert.
Die Tennisabteilung wurde 1900 gegründet. Den größten Erfolg für die VfB-Tennisabteilung feierte Annelies Ullstein, als sie 1937 und 1939 Deutsche Meisterin wurde. Die 1912 gegründete Hockey-Abteilung erreichte 1943 die Endrunde um die Deutsche Meisterschaft. Eine Wassersportabteilung wurde 1920 ins Leben gerufen. Die Aktivitäten umfassten Schwimmen, Wasserspringen sowie Wasserball. 1923 schloss sich die VfB-Wassersportabteilung mit dem Schwimmverein Poseidon von 1900 zusammen. Die VfB-Mitgliederzahl schnellte durch die 1.200 Zugänge von Poseidon rasant nach oben. Obwohl die Schwimmer mehrere Deutsche Meistertitel feierten, wurde die Verbindung beider Vereine nach nur drei Jahren im Sommer 1926 wieder gelöst.
Viele weitere Sportarten waren Teil des Vereins für Bewegungsspiele: Ab 1922 wurde Feldhandball betrieben, ein Jahr später gesellten sich die Sportkegler und die Boxer dazu. Eine Berg- und Wintersportabteilung bereicherte den Klub ab 1924. Zu den vielfältigen Aktivitäten innerhalb des VfB gehörten ebenso Faust- und Schlagball (ab 1924) sowie seit 1896 bereits Cricket. Bei den Sächsischen Skimeisterschaften 1939 trugen sich Sportler des VfB in die Siegerlisten ein.
Ab 1922 wird der Leipziger Stadtteil Probstheida zur neuen Heimat der Bewegungsspieler und trug zur positiven Entwicklung des Gesamtvereins bei. Der Umzug ins neue VfB-Stadion 1922 brachte neue Zuschauerrekorde bei Spielen um die Leipziger Gaumeisterschaft. Noch fünfmal wurden die Fußball Leipziger Gaumeister sowie dreimal Mitteldeutscher Meister. Zu seiner Eröffnung war die Spielstätte mit einem geplanten Fassungsvermögen von 40.000 Besuchern das größte vereinseigene Stadion Deutschlands.

#### Erstklassigkeit und Tschammerpokal

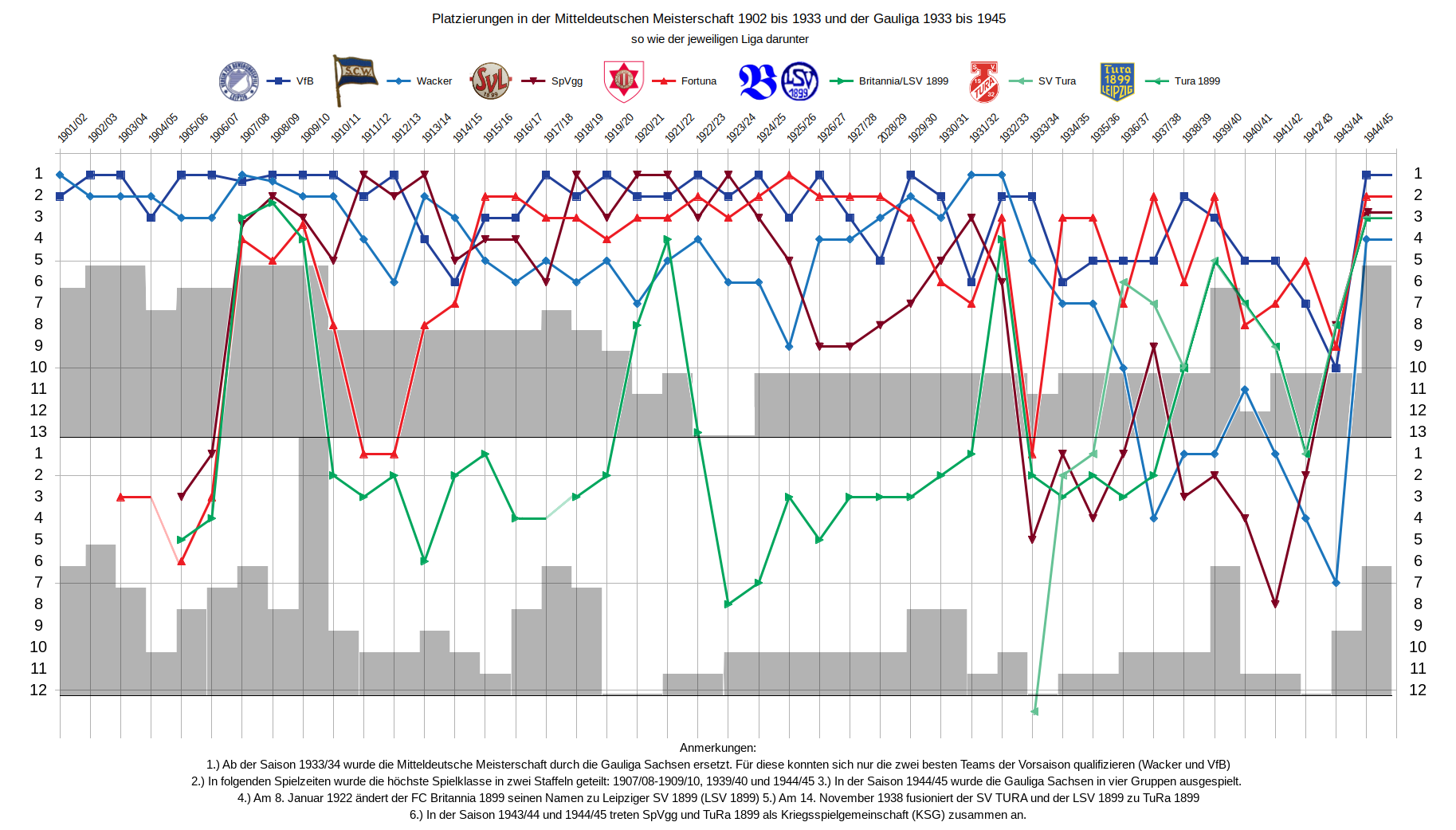
Diagramm mit Platzierungen des VfB und weiteren wichtigen Leipziger Clubs in der Mitteldeutschen Meisterschaft und der Gauliga Sachsen zwischen 1901 und 1945

Als Mitteldeutscher Vizemeister 1933 qualifizierten sich die VfB-Fußballer für die Gauliga Sachsen. Das war die höchste Spielklasse im von den Nationalsozialisten 1933 eingeführten Spielsystem. Die Zeit bis 1944 war ohne Glanz, der VfB spielte meist im Mittelfeld oder gegen den Abstieg. Nur einmal sorgten die Fußballer des VfB in dieser Zeit für Aufsehen: 1936 erreichte die Mannschaft das Endspiel um den DFB- oder Tschammer-Pokal. Auf dem Weg dorthin mussten sieben Vereine besiegt werden, darunter vier amtierende Gaumeister. Wegen der Olympischen Spiele 1936 in Berlin ergaben sich Verzögerungen im Spielplan, die die Austragung des 1936er Finales erst Anfang des Jahres 1937 ermöglichten. In einem legendären Endspiel besiegte der VfB am 3. Januar 1937 den damals übermächtigen FC Schalke 04 im Olympiastadion Berlin vor 70.000 Zuschauern (davon 4.000 Fans aus Leipzig) mit 2:1.

### 1945–1963: Neubeginn als Betriebssportgemeinschaft
1946 gründeten unter anderem ehemalige VfB-Spieler auf ihrem alten Sportgelände die „SG Probstheida“ (siehe dazu auch Fußball in der DDR und ATV Leipzig 1845), wenig später hieß der Verein „BSG Erich Zeigner“ und „BSG Einheit Ost“. Unter letzterem Namen gelang den Probstheidaern 1953 der Aufstieg in die DDR-Oberliga. Um eine gezielte Entwicklung des Hochleistungssports zu ermöglichen, erfolgte im Jahr 1954 auf Beschluss des DTSB die Gründung von Bezirkssportclubs (SC). In diesem Zuge wurde die BSG Einheit Ost in die Fußballsektionen des Sportclubs Rotation eingegliedert.

### 1963–1991: Kein Meistertitel, aber Europacupfinalist

#### Konzentrierung der Kräfte, überraschender Abstieg und Wiederaufstieg
1963 wurden der SC Rotation und der in Leipzig-Gohlis ansässige SC Lokomotive zum SC Leipzig vereinigt, um eine Konzentrierung des Leipziger Hochleistungssports herbeizuführen. Der Plan der DDR-Funktionäre zur Leistungskonzentration ging nur bedingt auf: Der SC Leipzig belegte „nur“ den dritten Platz, Stadtrivale Chemie Leipzig hingegen gewann die Meisterschaft in der Saison 1963/64. Im selben Jahr erreichten die Klub-Fußballer zumindest das FDGB-Pokalfinale, das jedoch gegen den SC Magdeburg mit 2:3 verloren ging. Ein erneuter Funktionärsbeschluss sah ab Ende des Jahres 1965 die Bildung von eigenständigen Fußballclubs (FC) auf Basis der Sportclub-Sektionen vor, um bessere Rahmenbedingungen zur Förderung des DDR-Fußballs zu schaffen. Die Fußballsektion des SC Leipzig wurde am 20. Januar 1966 in den 1. FC Lokomotive Leipzig ausgegliedert.
Die Gründungsversammlung fand im Leipziger Hauptbahnhof statt, da der Trägerbetrieb des neuen Vereins die Deutsche Reichsbahn war. In der Saison 1967/67 wurde der 1. FC Lok Vizemeister, während Henning Frenzel mit 22 Toren Torschützenkönig der DDR-Oberliga wurde. 1966 machte der Verein auch erstmals international auf sich aufmerksam, als er im Messepokal Benfica Lissabon um Eusebio im Achtelfinale ausschalten konnte. Zwei Jahre später allerdings musste der Club als Tabellenletzter den Gang in die DDR-Liga antreten – der bis dahin erste Abstieg in der Vereinsgeschichte. Am letzten Spieltag der Saison 1969/70 kam es im Bruno-Plache-Stadion zum entscheidenden Spiel um den Aufstieg gegen Wismut Gera. Mit einem 1:0-Sieg gelang der sofortige Wiederaufstieg. Das Spiel sahen 30.000 Zuschauer, was den ewigen Rekord für die DDR-Liga bedeutet.

#### Erfolge im Pokal und im Europacup

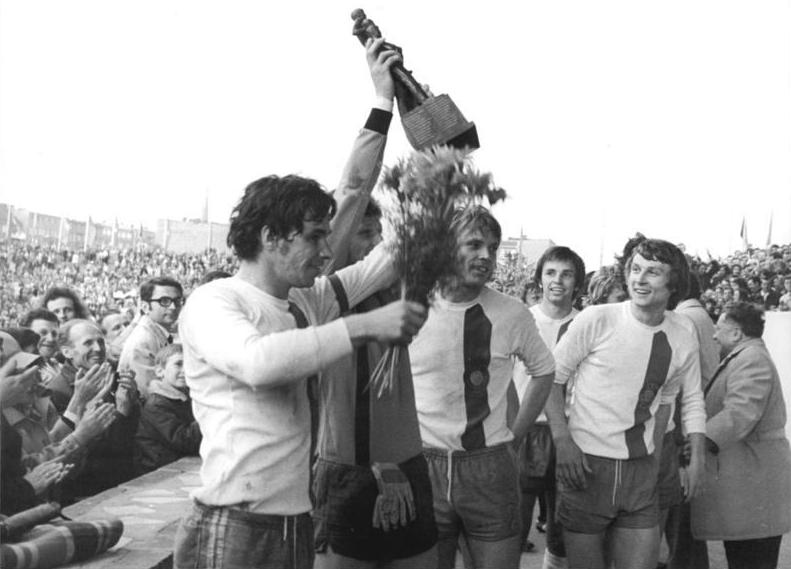
Der 1. FC Lok holt seinen zweiten FDGB-Pokal nach 1957.

Die 1970er Jahre markierten die Zeit, in der sich der Verein als Pokalmannschaft einen Namen machte, national wie international. 1970 stand er im ersten von insgesamt vier Pokalfinalen in den 1970er Jahren, das man jedoch relativ klar mit 2:4 gegen den FC Vorwärts Berlin verlor. Nach einem weiteren verlorenen Pokalfinale gegen den 1. FC Magdeburg in der Saison 1972/73 war es 1976 endlich soweit. Der 1. FCL gewann gegen den Vorwärts Frankfurt/Oder klar mit 3:0 und holte sich den zweiten FDGB-Pokal der Vereinsgeschichte. 1977 erreichte Leipzig noch einmal das Finale des FDGB-Pokals, verlor allerdings mit 2:3 gegen Dynamo Dresden. International machte die Loksche von sich reden, als sie 1974 bis ins Halbfinale des UEFA-Pokals vordringen konnte. Dabei bezwang sie Mannschaften wie den AC Turin, Wolverhampton Wanderers, Fortuna Düsseldorf und Ipswich Town, ehe sie an Tottenham Hotspur scheiterte. Bis zu diesem Zeitpunkt hatten die Vereine aus der DDR recht wenig Erfolg gegen englische Mannschaften. Allein das Aufeinandertreffen mit gleich drei englischen Vereinen und das Ausschalten zweier brachte dem 1. FC Lok ein hohes Ansehen in England ein. 80.000 Zuschauer zog es ins Zentralstadion, um die Partie gegen Fortuna Düsseldorf zu sehen. Bis dahin hatte auch noch nie ein Verein aus der DDR gegen eine Mannschaft aus der Bundesrepublik Deutschland gewonnen. In der nationalen Meisterschaft dagegen hingegen belegte Lok häufig nur einen Mittelfeldplatz. Die besten Ergebnisse waren 1972/73, 1975/76 und 1977/78 jeweils Platz 4.

#### In greifbarer Nähe: Meistertitel und Europacupsieg
Zwischen 1982 und 1988 standen die Messestädter sechsmal auf einem Podiumsplatz in der DDR-Meisterschaft, mussten aber stets dem BFC Dynamo den Vortritt auf Platz 1 lassen. Am Ende der Saison 1985/86 errang der 1. FC Lok seinen zweiten Vizemeistertitel. Im März 1986 sorgte dabei das Spiel gegen Serienmeister BFC Dynamo für ein Politikum. Schiedsrichter Bernd Stumpf sprach in der fünften Minute der Nachspielzeit den Berlinern einen umstrittenen Elfmeter zu. Das Aufeinandertreffen ging auch als „Schand-Elfmeter von Leipzig“ in die DDR-Fußballgeschichte ein. 1988 scheiterte die Lok erneut knapp an der Meisterschaft. Der Club musste sich dem BFC Dynamo nur aufgrund des schlechteren Torverhältnisses geschlagen geben. Nach dieser Vizemeisterschaft platzierten sich die Lok-Fußballer nur noch im Mittelfeld. Dennoch gelten die 1980er Jahre als das erfolgreichste Jahrzehnt des 1. FC Lokomotive Leipzig. Dies spiegelte sich auch im FDGB-Pokal wider, wo die Probstheidaer bei ihren drei Finalteilnahmen (1981, 1986 und 1987) jeweils als Sieger hervorgingen.
Auch international sorgte der Fußballclub in diesen Jahren für Aufsehen. So scheiterten die Leipziger 1982 erst im Viertelfinale im Pokalsieger-Wettbewerb am späteren Gewinner FC Barcelona. Auch in der EC-Saison 1983/84 bewies Lok internationale Klasse, als Girondins Bordeaux, in deren Aufgebot Spieler wie Jean Tigana, Patrick Battiston und Alain Giresse standen, überraschend deutlich mit zwei Siegen durch (3:2 in Bordeaux, 4:0 in Leipzig) durchsetzte. Nach einem weiteren Sieg über Werder Bremen musste sich der 1. FC Lok in der dritten Runde schließlich Sturm Graz geschlagen geben.

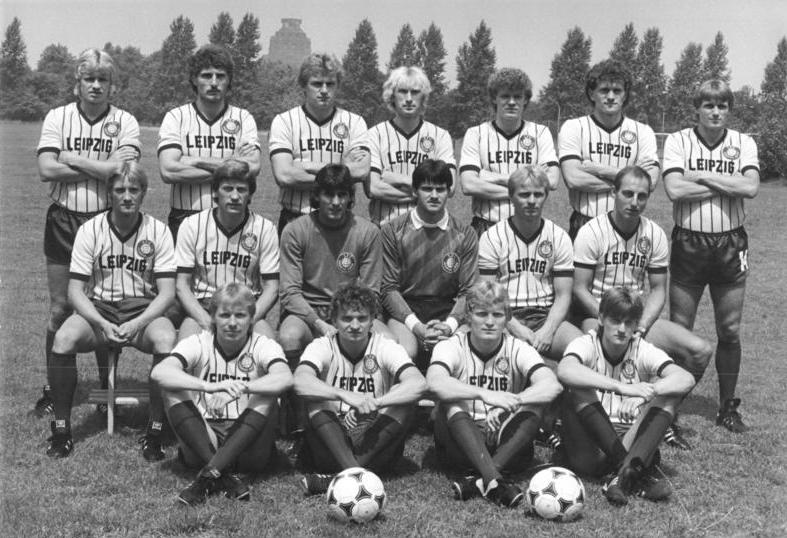
Mit dieser Mannschaft zog der 1. FC Lok in das EC-Finale ein.

Die große Stunde der Blau-Gelben schlug dann in der EC-Saison 1986/87. Nach Siegen über Glentoran Belfast, den SK Rapid Wien und FC Sion traf die Lok-Mannschaft in der Runde der letzten Vier erneut auf Girondins Bordeaux. Beim Rückspiel im Leipziger Zentralstadion vor offiziell 73.000 Zuschauern – nach inoffiziellen Angaben waren bis zu 120.000 Zuschauer anwesend – bewies der Leipziger Schlussmann René Müller im Elfmeterschießen Nervenstärke. Er traf zum entscheidenden 6:5 für Leipzig und wurde zum Helden der Leipziger Kicker. Damit erreichte der 1. FC Lokomotive als dritte DDR-Mannschaft ein Finale im Europapokal. Die Mannschaft um Hans-Ulrich Thomale traf dabei auf Ajax Amsterdam. Gegen die von Johan Cruyff trainierten Niederländer waren die Leipziger klar in der Rolle des Außenseiters. Am Ende musste sich die Loksche gegen das Team um Jan Wouters, Aron Winter, Frank Rijkaard, Dennis Bergkamp und Marco van Basten mit 0:1 geschlagen geben. Im UEFA-Pokal 1988/89 erreichten die Leipziger die zweite Runde, unterlagen aber dort dem späteren Cup-Gewinner SSC Neapel, der mit Diego Maradona den zu diesem Zeitpunkt wohl weltweit populärsten Fußballer in seinen Reihen hatte. Es war das 77. und letzte Spiel der Probstheidaer EC-Historie.
Die Saison 1990/91 wurde zur letzten Saison der DDR-Oberliga und diente zur Qualifikation für Bundesliga und die 2. Bundesliga. Mit Platz 7 verpasste der 1. FC Lok die direkte Qualifikation für eine der ersten beiden gesamtdeutschen Ligen denkbar knapp. Erst in der nachfolgenden Qualifikationsrunde, für die mit Jürgen Sundermann ein neuer Trainer verpflichtet wurde, qualifizierte sich die Mannschaft mit vier Siegen und zwei torlosen Unentschieden souverän für die 2. Bundesliga. Noch während der Saison 1990/91 beschloss der Verein am 28. Mai 1991 in Erinnerung an den dreimaligen deutschen Meister VfB Leipzig die Umbenennung in VfB Leipzig. Ab dem 1. Juli 1991 hieß der Verein wieder VfB Leipzig.
Obwohl die Mannschaft keinen Landesmeistertitel erringen konnte, zählen die Jahre ab 1963 bis 1991 neben den Vorkriegsjahren zwischen 1903 und 1913 zu den erfolgreichsten in der Vereinsgeschichte. Der 1. FC Lok stieg zu einem Renommierverein der DDR-Oberliga auf zählt mit insgesamt 77 Europapokalspielen zu den bekanntesten DDR-Fußballclubs in Europa. Über Jahre hinweg brachte der 1. FCL immer wieder Nationalspieler der DDR hervor, unter anderem Henning Frenzel, Wolfram Löwe, Matthias Liebers, René Müller oder Ronald Kreer. Der Verein war bekannt für starkes Konterspiel und galt wegen ihrer Unberechenbarkeit als Sphinx der DDR-Oberliga (starken Europapokalspielen folgten oft schwache Oberliga-Partien) sowie als absolute Pokalmannschaft.

Das Logo des VfB von 1991–2004

### 1991–2004: Aufstieg und Fall des neuen alten VfB

#### Der überraschende Aufstieg in die Bundesliga
Noch als 1. FC Lokomotive Leipzig hatte sich die Mannschaft in der letzten Saison der DDR-Oberliga für die 2. Bundesliga qualifiziert und wurde als VfB Leipzig in die Staffel Süd eingeteilt. Zum Ende der Hinrunde rangierte der VfB nach elf Spieltagen auf Rang zehn: ein Sieg, sechs Unentschieden, vier Niederlagen und nur neun geschossene Tore. Erst am letzten Spieltag der Hinrunde wurde der erste Sieg gegen Waldhof Mannheim errungen. Durch Ausschreitungen während dieser Partie wurde das baufällige Bruno-Plache-Stadion gesperrt. Fortan musste der Verein seine Spiele im Zentralstadion austragen. In dieser 100.000-Zuschauer-Arena musste der VfB bis zum letzten Spieltag zittern, ehe er sich mit einem 1:0-Heimsieg gegen den TSV 1860 München den Klassenerhalt sicherte.
Mit dem Klassenerhalt in der Tasche wartete auf den VfB Leipzig eine außergewöhnliche Zweitliga-Saison: 24 Mannschaften, 46 Spieltage, sieben Abstiegsplätze. Zur Winterpause dieser Mammutsaison stand der VfB auf Platz 2 der Tabelle. Auch Rückschläge konnten die Mannschaft dabei nicht beirren. So wurde im Januar 1993 Torjäger Bernd Hobsch, der bis dahin 15 Saisontore in 25 Spielen erzielt hatte, für 2,2 Millionen DM an Werder Bremen verkauft. Im Februar wurde der Wechsel von Trainer Jürgen Sundermann zum mit um den Bundesligaaufstieg kämpfenden Konkurrenten Waldhof Mannheim zum Saisonende bekannt. Zumindest sportlich konnte der VfB kurzfristig Ersatz finden, indem Ende Februar der Brasilianer Franklin Bittencourt von Fluminense Rio de Janeiro ausgeliehen wurde, der in 15 Saisonspielen noch fünf Tore schoss. Trotz durchwachsenem Rückrundenstart konnte die Konkurrenz um Waldhof Mannheim, Hertha BSC und Fortuna Köln keinen Boden gutmachen. Aufstiegsplatz drei wurde nicht mehr aus der Hand gegeben. Höhepunkt dieser Saison war das letzte Saisonspiel gegen den FSV Mainz 05. 38.000 Zuschauer jubelten über die Tore von Jürgen Rische und Dirk Anders. Der VfB Leipzig stieg als erste Mannschaft aus der ehemaligen DDR von der 2. Bundesliga in die Bundesliga auf.

#### Intermezzo Bundesliga
Als Nachfolger für Sundermann konnte der ehemalige DDR-Nationaltrainer Bernd Stange verpflichtet werden. Das Abenteuer Bundesliga begann 1993 mit dem Sachsen-Duell zwischen Aufsteiger VfB Leipzig und Dynamo Dresden. Vor 31.400 Zuschauern schoss allerdings ein früherer Lok-Held beim 3:3 alle Tore für die Gäste: Olaf Marschall. Erst am siebten Spieltag sah der neue VfB-Trainer Bernd Stange den ersten Sieg seines Teams. Im Dortmunder Westfalenstadion sorgte der frühe Treffer von Jürgen Rische für eine der wenigen positiven Überraschungen in dieser Saison. Trotzdem zierte der VfB ab dem 18. Spieltag das Tabellenende, von dem er sich bis zum Saisonende nicht mehr wegbewegen sollte.
Auch der im Januar von Inter Mailand ausgeliehene Mazedonier Darko Pančev konnte nicht für die Wende sorgen. Nur zwei Treffer in zehn Partien steuerte Europas erfolgreichster Torschütze von 1991 bei. Für Stange war das Kapitel VfB im Februar 1994 vorbei. Nach der 1:3-Niederlage vor 38.000 Zuschauern gegen den künftigen Deutschen Meister FC Bayern München musste er gehen. Für genau sieben Wochen kehrte Aufstiegstrainer Jürgen Sundermann zurück. Unter ihm gelang gegen Eintracht Frankfurt der dritte und letzte Bundesliga-Sieg. Neue Impulse konnte der „Wundermann“ aber auch nicht setzen. Co-Trainer Damian Halata übernahm für die vier noch ausstehenden Partien.
Ein Höhepunkt der Saison waren die Feierlichkeiten im November 1993, als der VfB Leipzig sein 100-jähriges Bestehen beging. Bei der Feierstunde im Fünf-Sterne-Hotel Intercontinental kamen viele, die das Geschehen im Verein in den vergangenen Jahrzehnten geprägt hatten. Allen voran waren das zwei DFB-Pokalsieger von 1936: Herbert Gabriel und Gerhard Richter. Weitere anwesende Ex-Nationalspieler: Henning Frenzel, René Müller, Bernd Hobsch, Olaf Marschall oder Heiko Scholz. Eine DFB-Delegation um Präsident Egidius Braun war ebenfalls vor Ort und überbrachte Glückwünsche an den ersten Deutschen Fußballmeister.

#### Der langsame Abstieg in die Bedeutungslosigkeit
Mit dem ehemaligen englischen Nationalspieler Tony Woodcock auf der Trainerbank startete die Zweitliga-Saison 1994/95. Nach elf Partien mit nur zwei Siegen und einem Remis übernahm der Österreicher August „Gustl“ Starek den Vorletzten. Er führte die Mannschaft schließlich ins gesicherte Mittelfeld. Einen großen Anteil daran hatte Torschützenkönig Jürgen Rische mit seinen 17 Treffern. Nach der Rückkehr ins für eine halbe Million Mark umgebaute Bruno-Plache-Stadion starten die Messestädter erfolgreich in die Saison 1995/96. Mehrfach war die Mannschaft auf den Aufstiegsrängen zu finden. Doch Stürmer Rische zog es Anfang 1996 nach elfeinhalb Jahren 1. FC Lok/VfB zum 1. FC Kaiserslautern. Nach einer 0:3-Heimniederlage gegen Meppen warf zudem Trainer Starek Ende April 1996 das Handtuch. Auf Rang neun, nur drei Punkte von einem Abstiegsplatz entfernt und mit null Zählern aus den neun Auswärtspartien der Rückrunde endete die so verheißungsvoll gestartete Spielzeit unter Co-Trainer Damian Halata. Unter Trainer Sigfried Held landete mit dem VfB in der Abschlusstabelle der Saison 1996/97 auf dem achten Platz. Nach nur neun Partien der darauffolgenden Spielzeit war Schluss für den Vizeweltmeister von 1966. Nun wurde Co-Trainer Halata zum Cheftrainer, konnte den bitteren Gang in die Regionalliga aber nicht verhindern. Am letzten Spieltag hofften 10.400 Fans auf den nötigen Sieg gegen den direkten Konkurrenten Wattenscheid. An jenem 7. Juni 1998 fiel allerdings kein einziges Tor. Erstmals in seiner Vereinsgeschichte war der VfB drittklassig.
Nur acht Wochen später trat der VfB mit einer komplett umgebauten Mannschaft an. Hans-Ulrich Thomale war nach über acht Jahren zurück in Probstheida. An der Tabellenspitze ging es ins Jahr 1999. Präsident Ralph Burkei setzte Thomale im März nach zwei Unentschieden an Position zwei liegend vor die Tür. Mit Dragoslav Stepanović an der Linie blieb es bei Platz zwei, der nicht zum Aufstieg berechtigte. Im Sommer 1999 verließ Frank Edmond als letzter noch Aktiver des EC-Finales von 1987 nach 20 Jahren den Verein.
Zum Ende des Jahrtausends folgte die erste Insolvenz und im Jahr 2000 der Gang in die Oberliga Nordost. Durch die Neustrukturierung der Regionalliga wäre Rang sieben für den Klassenerhalt nötig gewesen, der VfB wurde aber nur Neunter. Unter Trainer Joachim Steffens spielte der VfB eine sehr gute erste Oberliga-Saison, allerdings war der 1. FC Magdeburg besser. Auf diesen zweiten Platz folgte 2002/03 der vierte. Der Schuldenberg wuchs in diesen Spielzeiten infolge des inkonsequent durchgeführten Insolvenzverfahrens von 1999 und hohen Investition in die ersten Mannschaften, aber letztlich verfehlten Aufstiegen, in den Jahren 2000 bis 2003 auf 3 Millionen Euro. Anfang 2004 wurde die zweite Insolvenz angemeldet. Infolgedessen wurde die erste Männermannschaft aufgelöst. Die erfolgreichen Nachwuchsmannschaften und die Fußballerinnen (2. Frauen-Bundesliga), die alle in ihren Spielklassen verblieben, wurden vom neugegründeten 1. FC Lok übernommen.

### 2004–2020: Neubeginn in Liga 11
Als der VfB Leipzig erneut einen Insolvenzantrag stellte, gründeten 13 VfB-Leipzig-Fans am 10. Dezember 2003 den 1. FC Lokomotive Leipzig, wobei man den Namen des 1966 gegründeten VfB-Vorgängervereins wählte. Zum Vereinsvorsitzenden wählten die Gründungsmitglieder den ehemaligen VfB-Fanbeauftragten Steffen Kubald.
Der neue 1. FC Lok übernahm die erfolgreichen Nachwuchsmannschaften und die Frauenfußballabteilung des VfB. Teile des Nachwuchses wurden vom FC Sachsen Leipzig übernommen, der mit Hilfe der Stadt ein Leipziger Nachwuchszentrum gründete. Es gab Bestrebungen der Stadt Leipzig, die Kompetenzen des Leipziger Fußballs zu bündeln und so das Interesse potenzieller Investoren zu erhöhen. Allerdings scheiterte dieser Versuch schnell an den starken, historisch bedingten Rivalitäten beider Vereinsführungen und Fanlager. Als mögliche Vereinsnamen waren zum Beispiel VfB Sachsen Leipzig oder 1. FC Union Leipzig im Gespräch.

#### Durchmarsch in die Oberliga
| Saison  | Liga                   | Platz | Punkte |
| ------- | ---------------------- | ----- | ------ |
| 2004/05 | 3. Kreisklasse Leipzig | 01    | 78     |
| 2005/06 | Bezirksklasse Leipzig  | 01    | 79     |
| 2006/07 | Bezirksliga Leipzig    | 01    | 73     |
| 2007/08 | Landesliga Sachsen     | 02    | 68     |

Während die Nachwuchsmannschaften und die Frauenmannschaften in ihren Spielklassen verbleiben konnten, musste die Männermannschaft ihren Spielbetrieb in der niedrigsten Liga, der 3. Kreisklasse, aufnehmen. Der Trainer Rainer Lisiewicz (Oberligaspieler bei Lok von 1968 bis 1978) musste vor Saisonbeginn 2004/05 eine neue Männermannschaft zusammenstellen. Bei Sichtungstrainings bewarben sich über 100 VfB-Fans, von denen er 25 Spieler für die 11. Liga auswählte. Der neue Verein wurde bereits nach kurzer Zeit zum Kultverein unter den ehemaligen VfB-Fans. Wegen des für die niedrigste Spielklasse großen Zuschaueransturms berichteten die Medien deutschlandweit, was noch mehr Besucher ins Bruno-Plache-Stadion lockte. Mittelfristig wollte der Verein wieder dort spielen, wo der Vorgänger VfB zuletzt aufgelaufen war, in der NOFV-Oberliga. Um die Zeit auf Kreisebene (11. bis 8. Liga) abzukürzen, bemühte sich der Verein noch 2004 um eine Fusion mit Vereinen aus der fünftklassigen Landesliga Sachsen bzw. sechstklassigen Bezirksliga Leipzig. Erst der dritte Fusionsversuch brachte den Zusammenschluss mit dem SSV 52 Torgau. Zwei Torgauer Mannschaften hatten zuvor eine Fusion beschlossen, wodurch ein Startplatz in der siebtklassigen Bezirksklasse Leipzig frei wurde. Die Fusion empfanden beide Seiten als fair, der 1. FC Lok behielt Name und Spielstätte, im Gegenzug unterstützt er den neuen Torgauer Verein finanziell mit 48.000 Euro.
In seiner ersten Saison 2004/05 wurde Lok Leipzig verlustpunktfrei Meister der 3. Kreisklasse, nach 26 Spielen betrug das Torverhältnis 316:13. Lok gewann zudem den Leipziger Stadtpokal, dabei besiegte man im Endspiel die drei Ligen höher spielende dritte Mannschaft des SSV Markranstädt mit 2:0. Am 9. Oktober 2004 stellte der Verein einen Rekord für das Guinness-Buch der Rekorde auf, als 12.421 Zuschauer zum Punktspiel gegen Eintracht Großdeuben II ins Zentralstadion kamen. Es bedeute Zuschauerweltrekord bei einem Punktspiel in der niedrigsten nationalen Spielklasse. Zudem gab Lothar Matthäus sein Comeback bei Lok für ein Spiel beim Stadtpokal-Halbfinale. Zudem liefen der damals 62-jährige Henning Frenzel und Heiko Scholz noch einmal für die Loksche in der 11. Liga auf.
In der Bezirksklasse Leipzig Staffel 2 stieg der Verein 2006 als Erster in die Bezirksliga auf und schaffte die Qualifikation für den Sachsenpokal 2006/07 durch einen 3:1-Sieg gegen Bornaer SV. Ein weiterer Höhepunkt der Saison war das Freundschaftsspiel gegen den englischen Klub FC United of Manchester vor offiziell 7.426 Zuschauern, es war gleichzeitig das erste internationale Spiel des 1. FC Lok seit der Neugründung. Ein Rückspiel in England war abgemacht, kam aber nicht zustande. Nach einem spannenden Dreikampf 2006/07 wurde die Loksche erneut Meister und schaffte so den direkten Aufstieg in die Landesliga Sachsen. In der Bezirksliga-Saison waren die Spiele im Sächsischen Landespokal besondere Höhepunkte, in dem Lok nach drei Runden als einziger Sechstligist das Viertelfinale erreichte, dort jedoch gegen den späteren Finalisten, die Zweitvertretung von Erzgebirge Aue, mit 0:3 ausschied. Der Zuschauerdurchschnitt bei Punktspielen betrug im Schnitt knapp 2.800, die Spitzenspiele in Meisterschaft oder Pokalwettbewerb sahen oft mehr als 5.000 Besucher.
Vor der Saison 2007/08 in der Landesliga Sachsen gab es erhebliche Zweifel am erneuten Durchmarsch und einem weiteren Aufstieg, da die Mannschaft gegenüber dem Vorjahr nur wenig verändert wurde. Am Saisonende stand man jedoch auf dem zweiten Platz, der zu Entscheidungsspielen um den Aufstieg in die Oberliga berechtigt. Dieser gelang gegen den Zweiten der Verbandsliga Mecklenburg-Vorpommern FC Schönberg 95 nach einem 2:1-Auswärtssieg und einer 0:1-Heimniederlage am 22. Juni 2008. Damit schaffte der Verein nach vier Aufstiegen in Folge und einer Fusion den Sprung aus der niedrigsten Liga in die Oberliga – dort spielte bis zu seiner insolvenzbedingten Auflösung der inoffizielle Vorgängerverein VfB Leipzig.

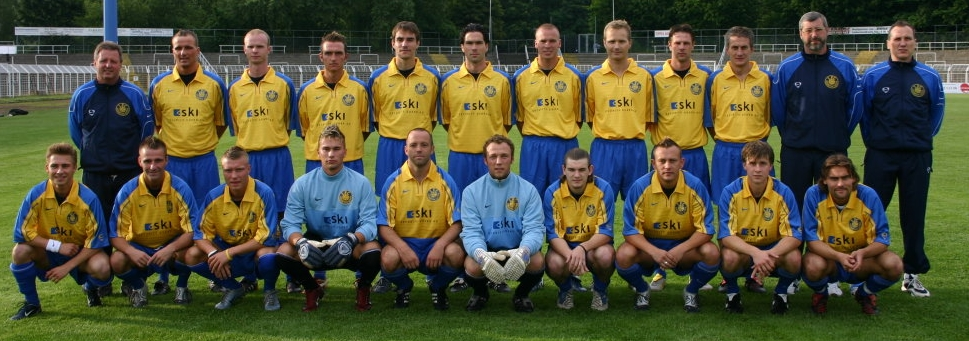
Mannschaft von 2005/06
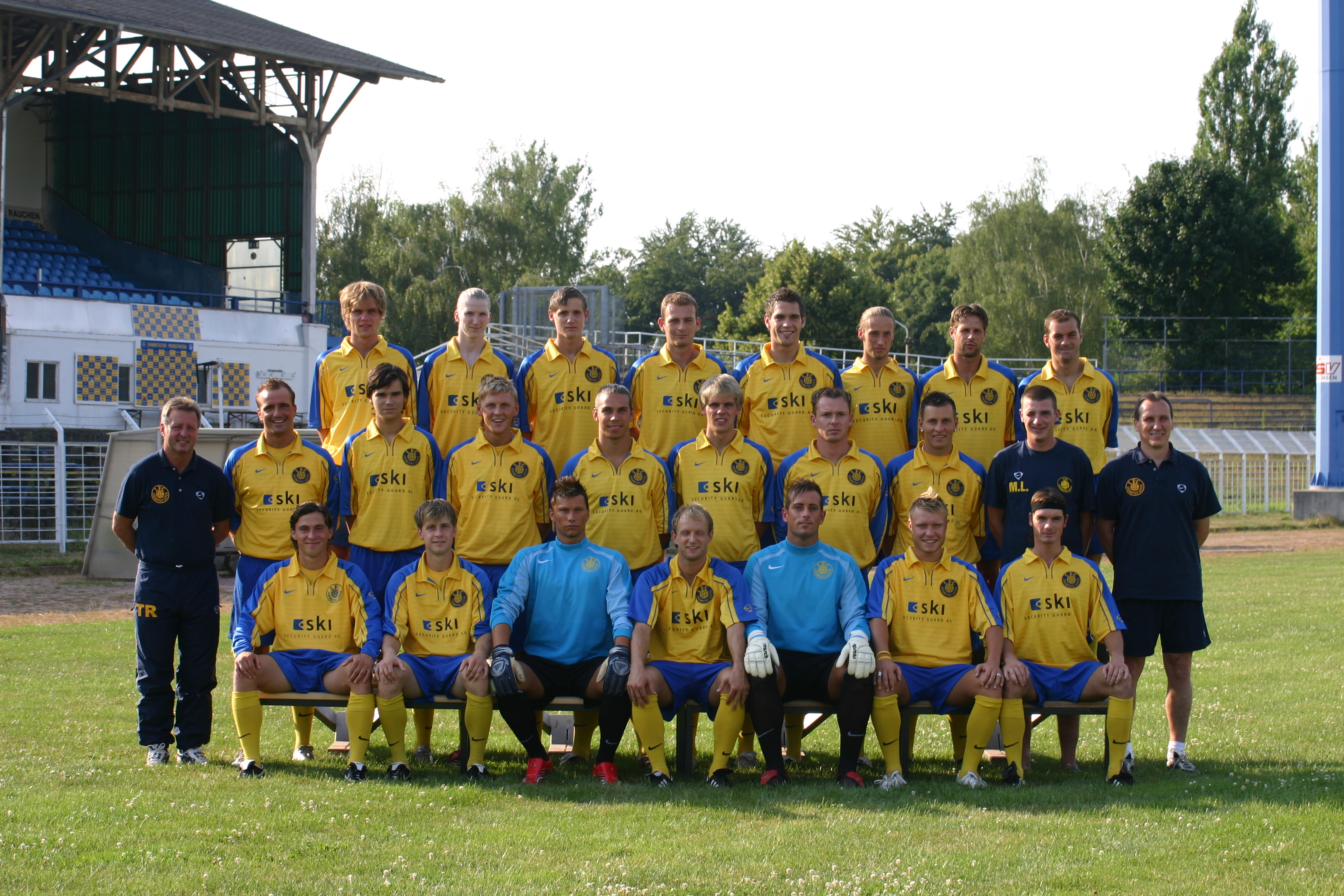
Mannschaft von 2006/07

#### Etablierung in der Oberliga
| Saison  | Liga             | Platz | Punkte |
| ------- | ---------------- | ----- | ------ |
| 2008/09 | Oberliga Nordost | 03    | 56     |
| 2009/10 | Oberliga Nordost | 12    | 33     |
| 2010/11 | Oberliga Nordost | 08    | 39     |

Auch vor der Saison 2008/09 wurde die Mannschaft nicht weiter verstärkt. Wichtigster Neuzugang war sicher Torsten Jülich, der vom 1. FC Saarbrücken zurück nach Probstheida kam und der Abwehr mehr Stabilität verleihen sollte. Zur allgemeinen Überraschung spielte die Mannschaft nicht, wie vor der Meisterschaft befürchtet, gegen den Abstieg, sondern hatte sich bis zur Winterpause im Spitzenfeld der Oberliga festgesetzt. Kurz vor Ende der Saison, im April 2009, wurde bekannt, dass sich der Verein von seinem langjährigen Trainer Rainer Lisiewicz zum Ende der Saison trennen würde. Am 12. Mai 2009 wurde dieser dann bereits vorzeitig beurlaubt. Lisiewicz führte den Verein zu vier Aufstiegen in Folge; sein Nachfolger wurde Jörg Seydler, der zuvor in den Jugendabteilungen des Vereins tätig war. Am 29. November 2009 trat Seydler zurück. Für das letzte Hinrunden-Spiel der Saison 2009/2010 übernahm der bis dahin als Co-Trainer tätige Uwe Trommer interimistisch mit Unterstützung von Team-Manager Peter Milkau die Oberliga-Mannschaft. Am Ende der Saison 2008/09 belegte die Mannschaft den dritten Tabellenplatz.
Die Saison 2009/10 führte zu einem Leistungsabfall. Nach dem Ende der Hinrunde belegte der Verein einen enttäuschenden 11. Platz. Eine noch schlechtere Rückrunde führte zu Abschlussplatz 12 mit lediglich 33 Punkten. Ab Juli 2010 war Achim Steffens Cheftrainer. Die Saison 2010/11 begann gleich mit einem Spielausfall (Ortsderby gegen FC Sachsen Leipzig). Dies sollte jedoch kein Einzelfall bleiben. Bis zur Winterpause konnten lediglich zehn von 15 Spielen absolviert werden, aus denen nur 8 Punkte geholt wurden. Zum ersten Mal lag der 1. FC Lok damit in einer Liga auf einem Abstiegsplatz. Zudem erkrankte Cheftrainer Steffens Ende 2010 schwer und wurde von Mike Sadlo vertreten. Auf einer vorgezogenen Mitgliederversammlung im Februar 2011 wurde der langjährige Vorsitzende Steffen Kubald aus dem Amt gewählt. Neuer Präsident wurde Michael Notzon. Sportlich konnte sich Lok noch in der laufenden Spielzeit konsolidieren und beendete sie als Tabellenachter.

#### Zwischen Ober- und Regionalliga
| Saison  | Liga                 | Platz | Punkte  |
| ------- | -------------------- | ----- | ------- |
| 2011/12 | Oberliga Nordost     | 06    | 42      |
| 2012/13 | Regionalliga Nordost | 11    | 36      |
| 2013/14 | Regionalliga Nordost | 15    | 32      |
| 2014/15 | Oberliga Nordost     | 04    | 56      |
| 2015/16 | Oberliga Nordost     | 01    | 74      |
| 2016/17 | Regionalliga Nordost | 10    | 47      |
| 2017/18 | Regionalliga Nordost | 06    | 53      |
| 2018/19 | Regionalliga Nordost | 06    | 50      |
| 2019/20 | Regionalliga Nordost | 01    | 47/2,14 |
| 2020/21 | Regionalliga Nordost | 07    | 19      |

Bei der Neugestaltung und Erweiterung der Regionalligen im Jahr 2012 gelang es Lok Leipzig, sich für die neue Nordoststaffel zu qualifizieren. Ende Januar 2013 wurde bekannt, dass der Verein sich in einer finanziellen Notlage befand. Laut Vizepräsident Bernd Wickfelder gab es im Saisonetat eine Lücke von etwa 300.000 Euro. Der Verein initiierte daraufhin unter anderem ein Programm für Kleinsponsoren, um die drohende Insolvenz abzuwenden. Im Rahmen einer durch die Vereinsmitglieder einberufenen außerordentlichen Mitgliederversammlung im Frühjahr 2013 wurde das bisherige Vereinspräsidium durch die Mitglieder abgewählt und gegen ein neues Präsidium unter Führung der langjährigen Lok-Fans Heiko Spauke und René Gruschka ersetzt. Am 7. Oktober 2013 unterschrieb Heiko Scholz beim 1. FC Lokomotive Leipzig einen Vertrag bis zum Saisonende und verlängerte darüber hinaus. Die Saison 2013/14 endete mit dem Abstieg aus der Regionalliga Nordost. Im Herbst 2014 rief der Verein seine Fans auf ein Jubiläumslogo zu kreieren, welches im 50. Jubiläumsjahr Verwendung fand.
Die Mitgliederversammlung im November 2014 beschloss die Ausgliederung der ersten Herrenmannschaft in eine GmbH. Vom 1. Februar 2015 bis April 2016 amtierte der ehemalige Fußballnationalspieler Mario Basler als Geschäftsführer Sport. In der Saison 2015/16 gelang der Wiederaufstieg in die Regionalliga. Zur Saison 2017/18 legte der bisherige Präsident Jens Kesseler sein Amt aus beruflichen Gründen nieder und als Nachfolger wurde der bisherige Vizepräsident Thomas Löwe bestimmt.

#### Verpasste Rückkehr in den Profifußball
Seit 2016 bemühte sich der 1. FC Lok um eine Fusion mit dem zwar insolventen, aber offiziell noch existenten VfB Leipzig, um nicht nur emotional-ideell, sondern auch vereinsrechtlich an dessen Tradition anzuknüpfen; gemäß der DFB-Regularien hätte man somit einen Meisterstern für die Titel von 1903, 1906 und 1913 auf dem Trikot tragen dürfen. Die ursprünglich zum 125. Geburtstag des VfB in der Saison 2018/19 geplante Fusion wurde tatsächlich erst im Oktober 2021 vollzogen.
Als während der Saison 2019/2020 die COVID-19-Pandemie ausbrach und der Spielbetrieb in den deutschen Sportligen eingestellt wurde, verkaufte der Verein mehr als 120.000 Tickets für ein fiktives Spiel. Infolge der Pandemie wurde die Saison vom Nordostdeutschen Fußballverband mit Wertung der bis vor die Unterbrechung gespielten Spiele abgebrochen. Zur Ermittlung der Abschlusstabelle wurde die Quotientenregel angewandt, die auch in vielen anderen Fußballligen und Sportarten zur Anwendung kam. Somit schloss Lok Leipzig die Saison als Tabellenerster ab und qualifizierte sich für Relegationsspiele zur 3. Liga gegen den Vertreter der Regionalliga West, den SC Verl. Beide Spiele endeten unentschieden (2:2 im heimischen Bruno-Plache-Stadion und 1:1 im Auswärtsspiel). Durch die Auswärtstorregel wurde der Aufstieg in die 3. Liga nicht erreicht. Im Anschluss trat Wolfgang Wolf zurück. Almedin Civa übernahm das Cheftrainer-Amt und den Posten des Sport-Direktors des 1. FC Lokomotive Leipzig.

### Seit 2021: Konsolidierung und Fusion
| Saison  | Liga                 | Platz | Punkte |
| ------- | -------------------- | ----- | ------ |
| 2021/22 | Regionalliga Nordost | 06    | 71     |
| 2022/23 | Regionalliga Nordost | 04    | 60     |
| 2023/24 | Regionalliga Nordost | 10    | 43     |
| 2024/25 | Regionalliga Nordost | 01    | 76     |

Gleich in seiner ersten Saison 2020/21 gewann Trainer Civa mit seiner Mannschaft den sächsischen Landespokal. Damit qualifizierte sich der Club erstmals seit 1998 wieder für den DFB-Pokal. Gegen Erstrundengegner Bayer Leverkusen verlor der 1. FC Lok klar mit 0:3. Zur Mitgliederversammlung im Juni 2021 wurde dem Antrag stattgegeben, dass Lok-Ehrenmitglied Franz-Josef Wernze 35 Prozent der Kapital- und Stimmanteile der Spielbetriebs-GmbH für drei Millionen Euro übernimmt. Dabei wurde ein Darlehen Wernzes in gleicher Höhe in eine Kapitalrücklage umgewandelt. Der Verein ist damit schuldenfrei.
Anfang Februar 2021 vermeldeten verschiedene Medien den Abschluss des Insolvenzverfahrens von Lok-Leipzig-Vorgängerverein VfB Leipzig und die damit erlangte Schuldenfreiheit. Der VfB und der 1. FC Lokomotive strebten daraufhin die Fusion an, die auf einer Präsenzversammlung der Mitglieder beider Vereine im Oktober 2021 beschlossen wurde.
Das Gründungsjahr des fusionierten Vereins wurde im Zuge dessen auf das Jahr 1893 datiert. Sichtbar wird die Fusion auch auf dem Spieler-Trikot: Ein Meisterstern soll an die drei errungenen Meisterschaften des VfB Leipzig erinnern. Im Frühjahr 2022 entschied der DFB, dass der Club ab der Saison 2022/23 einen Meisterstern tragen darf.
Der Verein konnte die Herausforderungen der COVID-19-Pandemie sowohl sportlich, wirtschaftlich als auch infrastrukturell gemeinsam mit Fans und Sponsoren meistern. Nach dem sportlichen Umbruch im Sommer 2020 und dem verpassten Aufstieg in die 3. Liga gelang es Sportdirektor und Trainer Almedin Civa, eine erfolgreiche Mannschaft zusammenzustellen und mit dem Landespokalsieg 2023 erneut einen großen Erfolg zu feiern. In der ersten Runde des DFB-Pokals 2023/24 unterlag der 1. FC Lok Bundesligist Eintracht Frankfurt.

## Erste Mannschaft

### Kader 2024/25
Stand: 10. April 2025
| Nr.        | Nation                              | Name                  | Geburtstag         | im Verein seit | letzter Verein        |
| Tor        | Tor                                 | Tor                   | Tor                | Tor            | Tor                   |
| ---------- | ----------------------------------- | --------------------- | ------------------ | -------------- | --------------------- |
| 01         | Deutschland                         | Andreas Naumann       | 17. Januar 1993    | 2024           | FC Eilenburg          |
| 20         | Deutschland                         | Erik Heinrich         | 13. März 2006      | 2024           | eigene Jugend         |
| 44         | Deutschland                         | Niclas Müller         | 8. November 2001   | 2022           | SSV Jahn Regensburg   |
| Abwehr     |                                     |                       |                    |                |                       |
| 04         | Deutschland Nordmazedonien          | Adrian Kireski        | 16. September 2000 | 2024           | TSV Aubstadt          |
| 05         | Deutschland England                 | Lukas Wilton          | 13. Mai 1995       | 2023           | Alemannia Aachen      |
| 15         | Deutschland                         | Linus Zimmer          | 18. Oktober 2002   | 2022           | FC Den Bosch          |
| 16         | Deutschland                         | Nico Rieger           | 23. September 2003 | 2023           | FC Hansa Rostock II   |
| 17         | Deutschland                         | Max Klump             | 12. März 1999      | 2025           | KFC Uerdingen 05      |
| 25         | Frankreich                          | Abou Ballo            | 7. April 1998      | 2023           | FC Rot-Weiß Erfurt    |
| 26         | Deutschland Kroatien                | Nikola Aracic         | 2. September 2000  | 2024           | TSV Landsberg         |
| 28         | Deutschland                         | Laurin von Piechowski | 22. Februar 1994   | 2024           | FC 08 Homburg         |
| 34         | Deutschland                         | Tobias Dombrowa       | 24. Juli 1999      | 2022           | SV Meppen             |
| Mittelfeld |                                     |                       |                    |                |                       |
| 06         | Deutschland Bosnien und Herzegowina | Zak Paulo Piplica     | 14. August 2001    | 2020           | FC Carl Zeiss Jena II |
| 08         | Deutschland Algerien                | Farid Abderrahmane    | 17. Februar 1996   | 2020           | SC Fortuna Köln       |
| 14         | Deutschland                         | Alexander Siebeck     | 3. November 1993   | 2024           | BFC Dynamo            |
| 21         | Deutschland                         | Fabian Zeidler        | 18. Mai 2006       | 2022           | eigene Jugend         |
| Sturm      |                                     |                       |                    |                |                       |
| 07         | Deutschland Thailand                | Pasqual Verkamp       | 13. Oktober 1997   | 2024           | FC Carl Zeiss Jena    |
| 09         | Deutschland                         | Stefan Maderer        | 1. September 1996  | 2024           | Türkgücü München      |
| 10         | Deutschland Vereinigte Staaten      | Malik McLemore        | 16. Januar 1997    | 2025           | El Paso Locomotive    |
| 11         | Benin Deutschland                   | Ryan Adigo            | 15. April 2001     | 2023           | 1. FC Phönix Lübeck   |
| 13         | Deutschland Algerien                | Djamal Ziane          | 27. März 1992      | 2014           | Energie Cottbus II    |
| 18         | Deutschland                         | Luc Elsner            | 18. Januar 2004    | 2024           | FC Erzgebirge Aue     |
| 19         | Deutschland                         | Noel Eichinger        | 2. August 2001     | 2024           | SSV Jahn Regensburg   |
| 22         | Kroatien Deutschland                | Dorian Cevis          | 6. Juni 2001       | 2025           | NK Koprivnica         |
| 27         | Deutschland                         | Theo Ogbidi           | 2. Februar 2001    | 2021           | Chemnitzer FC         |
| 29         | Korea Sud                           | Kang Min-gi           | 30. Juli 2001      | 2024           | KSV Hessen Kassel     |

## Erfolge

### International

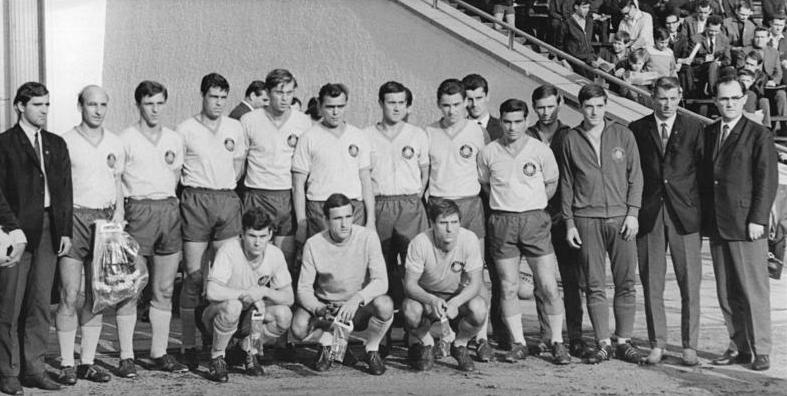
19. September 1967: Die Mannschaft des 1. FCL vor dem Erstrundenmatch im Messe-Cup gegen Linfield FC

UEFA
- Europapokal der Pokalsieger
  - 1 × Finalist: 1986/87
  - 1 × Viertelfinale: 1981/82
- UEFA-Pokal
  - 1 × Halbfinale: 1973/74
  - 1 × Viertelfinale: 1966/67

 Andere
- Intertoto Cup
  - 1 × Intercupsieger: 1965/66

### National
DFV
Liga

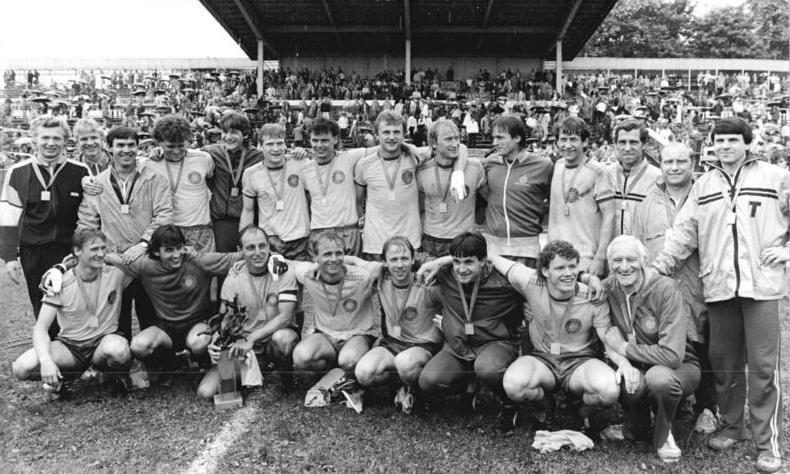
Der 1. FC Lok feiert 1986 seinen vierten FDGB-Pokalsieg.

- DDR-Vizemeister (3): 1966/67, 1985/86, 1987/88

Pokal
- FDGB-Pokalsieger (5): 1957 1, 1975/76, 1980/81, 1985/86, 1986/87
- FDGB-Pokalfinalist (5): 1958 1, 1963/64, 1969/70, 1972/73, 1976/77

 DFB
Liga

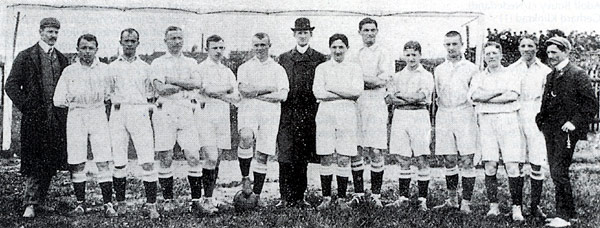
Die Spieler des VfB Leipzig
und Schiedsrichter Otto Eikhof (rechts)
vor dem Finale 1906.
v. l. n. r.: Schneider, Uhle, Riso, Schmidt, Werner, Steinbeck, Blüher, Oppermann, Ugi, Laessig, Friedrich, Burkhardt, Raydt

Die Mannschaft des VfB Leipzig vor dem Finale um die Deutsche Fußballmeisterschaft im Jahr 1913.

- Deutscher Meister (3): 1903, 1906, 1913
- Deutscher Vizemeister (3): 1903/04, 1910/11, 1913/14
- Mitteldeutscher Meister (11): 1902/03, 1903/04, 1905/06, 1906/07, 1909/10, 1911/12, 1913/13, 1917/18, 1919/20, 1924/25, 1926/27 (Rekord)
- Mitteldeutscher Pokalsieger (1): 1930
- Nordwestsächsischer bzw. Leipziger Gaumeister (14): 1903, 1904, 1906, 1907, 1909, 1910, 1911, 1913, 1918, 1920, 1923, 1925, 1927, 1930
- Bundesliga
  - 1 Spielzeit: 1993/94
- 2. Bundesliga
  - 6 Spielzeiten: 1991/92, 1992/93, 1994/95, 1995/96, 1996/97, 1997/98

Pokal
- DFB-Pokal
  - Sieger: 1936

### Regional
NOFV
Liga
- Regionalliga Nordost
  - 2 × Regionalliga-Meister: 2019/20, 2024/25
- Oberliga Nordost
  - 1 × Oberliga-Meister: 2015/16

 SFV
Pokal
- Sachsenpokal

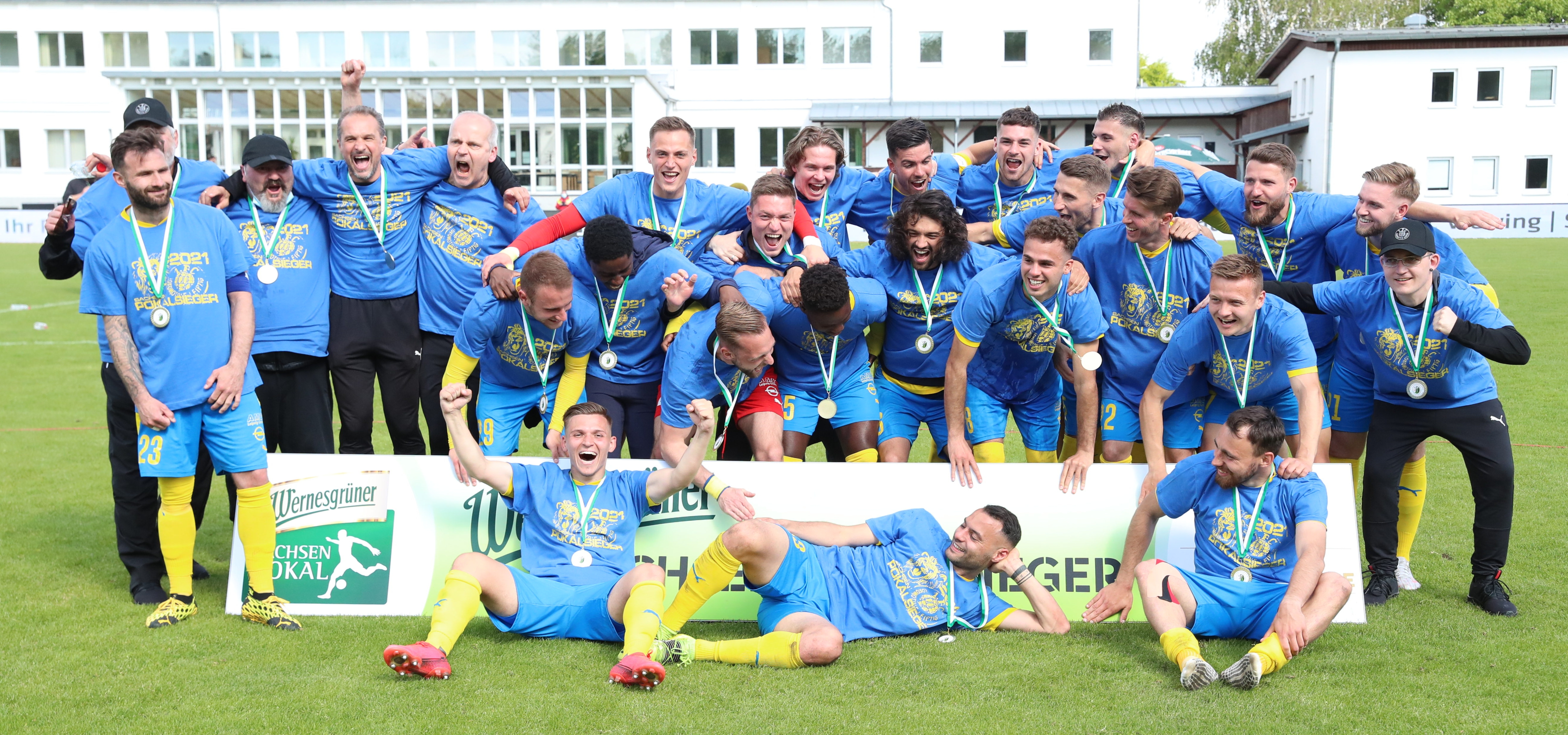
Nach dem Gewinn des Sachsenpokals 2020/21

  - 4 × Sachsenpokalsieger: 1995/96 2, 2020/21, 2022/23, 2024/25
  - 2 × Sachsenpokalfinalist: 1999/2000, 2016/17

## Europapokalbilanz
Alle Europapokalspiele des 1. FC Lok im Überblick:
| Saison  | Wettbewerb                  | Runde         | Gegner                        | Gesamt          | Hin     | Rück          |
| ------- | --------------------------- | ------------- | ----------------------------- | --------------- | ------- | ------------- |
| 1963/64 | Messestädte-Pokal           | Vorrunde      | Dosza Ujpest                  | 2:3             | 0:0 (H) | 2:3 (A)       |
| 1964/65 | Messestädte-Pokal           | Vorrunde      | Wiener Sportklub              | 1:3             | 1:2 (A) | 0:1 (H)       |
| 1965/66 | Messestädte-Pokal           | 1             | —                             | Freilos         |         |               |
| 1965/66 | Messestädte-Pokal           | 2             | Leeds United                  | 1:2             | 1:2 (H) | 0:0 (A)       |
| 1966/67 | Messestädte-Pokal           | 1             | Djurgarden Stockholm          | 5:2             | 3:1 (A) | 2:1 (H)       |
| 1966/67 | Messestädte-Pokal           | 2             | FC Lüttich                    | 2:1             | 0:0 (H) | 2:1 (A)       |
| 1966/67 | Messestädte-Pokal           | Achtelfinale  | Benfica Lissabon              | 4:3             | 3:1 (H) | 1:2 (A)       |
| 1966/67 | Messestädte-Pokal           | Viertelfinale | FC Kilmarnock                 | 1:2             | 1:0 (H) | 0:2 (A)       |
| 1967/68 | Messestädte-Pokal           | 1             | FC Linfield Belfast           | 5:2             | 5:1 (H) | 0:1 (A)       |
| 1967/68 | Messestädte-Pokal           | 2             | Vojvodina Novi Sad            | 0:2             | 0:0 (A) | 0:2 (H)       |
| 1968/69 | Messestädte-Pokal           | 1             | KB Kopenhagen                 | kampflos        |         |               |
| 1968/69 | Messestädte-Pokal           | 2             | Hibernian Edinburgh           | 1:4             | 1:3 (A) | 0:1 (H)       |
| 1973/74 | UEFA-Pokal                  | 1             | AC Turin                      | 4:2             | 2:1 (A) | 2:1 (H)       |
| 1973/74 | UEFA-Pokal                  | 2             | Wolverhampton Wanderers       | (a)4:4(a)       | 3:0 (H) | 1:4 (A)       |
| 1973/74 | UEFA-Pokal                  | Achtelfinale  | Fortuna Düsseldorf            | 4:2             | 1:2 (A) | 3:0 (H)       |
| 1973/74 | UEFA-Pokal                  | Viertelfinale | Ipswich Town                  | 1:1 (4:3 i. E.) | 0:1 (A) | 1:0 (H)       |
| 1973/74 | UEFA-Pokal                  | Halbfinale    | Tottenham Hotspur             | 1:4             | 1:2 (H) | 0:2 (A)       |
| 1976/77 | UEFA-Pokal                  | 1             | Heart of Midlothian Edinburgh | 2:5             | 2:0 (H) | 1:5 (A)       |
| 1977/78 | Europapokal der Pokalsieger | 1             | FC Coleraine                  | 6:3             | 4:1 (A) | 2:2 (H)       |
| 1977/78 | Europapokal der Pokalsieger | Achtelfinale  | Betis Sevilla                 | 2:3             | 1:1 (H) | 1:2 (A)       |
| 1978/79 | UEFA-Pokal                  | 1             | Arsenal London                | 1:7             | 0:3 (A) | 1:4 (H)       |
| 1981/82 | Europapokal der Pokalsieger | Qualifikation | Politehnica Timisoara         | 5:2             | 0:2 (A) | 5:0 (H)       |
| 1981/82 | Europapokal der Pokalsieger | 1             | Swansea City F.C.             | 3:1             | 1:0 (A) | 2:1 (H)       |
| 1981/82 | Europapokal der Pokalsieger | Achtelfinale  | Velez Mostar                  | 2:2 (3:0 i. E.) | 1:1 (H) | 1:1 (A)       |
| 1981/82 | Europapokal der Pokalsieger | Viertelfinale | FC Barcelona                  | 2:4             | 0:3 (H) | 2:1 (A)       |
| 1982/83 | UEFA-Pokal                  | 1             | Viking Stavanger              | (a)3:3(a)       | 0:1 (A) | 3:2 (H)       |
| 1983/84 | UEFA-Pokal                  | 1             | Girondins de Bordeaux FC      | 7:2             | 3:2 (A) | 4:0 (H)       |
| 1983/84 | UEFA-Pokal                  | 2             | SV Werder Bremen              | 2:1             | 1:0 (H) | 1:1 (A)       |
| 1983/84 | UEFA-Pokal                  | Achtelfinale  | Sturm Graz                    | 1:2             | 0:2 (A) | 1:0 (H)       |
| 1984/85 | UEFA-Pokal                  | 1             | Lilleström SK                 | 7:3             | 7:0 (H) | 0:3 (A)       |
| 1984/85 | UEFA-Pokal                  | 2             | Spartak Moskau                | 1:3             | 1:1 (H) | 0:2 (A)       |
| 1985/86 | UEFA-Pokal                  | 1             | FC Coleraine                  | 5:1             | 1:1 (A) | 5:0 (H)       |
| 1985/86 | UEFA-Pokal                  | 2             | AC Mailand                    | (a)3:3(a)       | 0:2 (A) | 3:1 (H)       |
| 1986/87 | Europapokal der Pokalsieger | 1             | FC Glentoran Belfast          | 3:1             | 1:1 (A) | 2:0 (H)       |
| 1986/87 | Europapokal der Pokalsieger | Achtelfinale  | SK Rapid Wien                 | 3:2             | 1:1 (A) | 2:1 n. V. (H) |
| 1986/87 | Europapokal der Pokalsieger | Viertelfinale | FC Sion                       | 2:0             | 2:0 (H) | 0:0 (A)       |
| 1986/87 | Europapokal der Pokalsieger | Halbfinale    | Girondins de Bordeaux FC      | 1:1 (6:5 i. E.) | 1:0 (A) | 0:1 (H)       |
| 1986/87 | Europapokal der Pokalsieger | Finale        | Ajax Amsterdam                | 0:1 in Athen    |         |               |
| 1987/88 | Europapokal der Pokalsieger | 1             | Olympique de Marseille        | 0:1             | 0:0 (H) | 0:1 (A)       |
| 1988/89 | UEFA-Pokal                  | 1             | FC Aarau                      | 7:0             | 3:0 (H) | 4:0 (A)       |
| 1988/89 | UEFA-Pokal                  | 2             | SSC Neapel                    | 1:3             | 1:1 (H) | 0:2 (A)       |

Gesamtbilanz: 77 Spiele, 31 Siege, 16 Unentschieden, 30 Niederlagen, 107:91 Tore (Tordifferenz +16)

## Personen

### Herausragende ehemalige Spieler
In Klammern: Zeitraum der Ligaspieleinsätze für die Erste Männermannschaft Lokomotive Leipzigs
Legenden-Elf

Im Januar 2016 erinnerte der 1. FC Lokomotive Leipzig an sein Gründungsdatum im Jahr 1966 und ließ herausragende Spieler- und Trainerpersönlichkeiten der vergangenen 50 Jahre ehren. Damit sollten Akteure gewürdigt werden, welche in der Vergangenheit besondere Leistungen für den Verein erbracht haben. Bei der vom 1. FC Lokomotive Leipzig in Kooperation mit der BILD durchgeführten Wahl durften die Fans über ihre Lok-Legenden entscheiden und abstimmen.
| Torwart - René Müller (1976–1990) Abwehr - Ronald Kreer (1978–1991, 2005) - Matthias Lindner (1982–1997) - Frank Baum (1978–1989, 2004–2005) - Uwe Zötzsche (1979–1990) Mittelfeld - Rainer Lisiewicz (1968–1978) - Wolfgang Altmann (1971–1987, 2005) - Matthias Liebers (1978–1996, 2005) | Sturm - Olaf Marschall (1983–1990) - Wolfram Löwe (1964–1980) - Henning Frenzel (1960–1978, 2004) Trainer - Hans-Ulrich Thomale (1985–1990) Weitere Spieler - Uwe Bredow (1981–1994) - Dieter Kühn (1974–1988) |

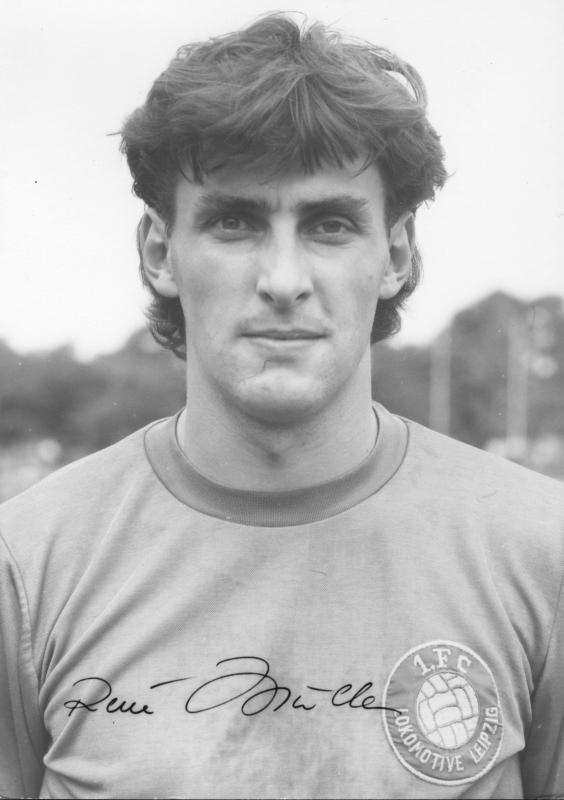
René Müller
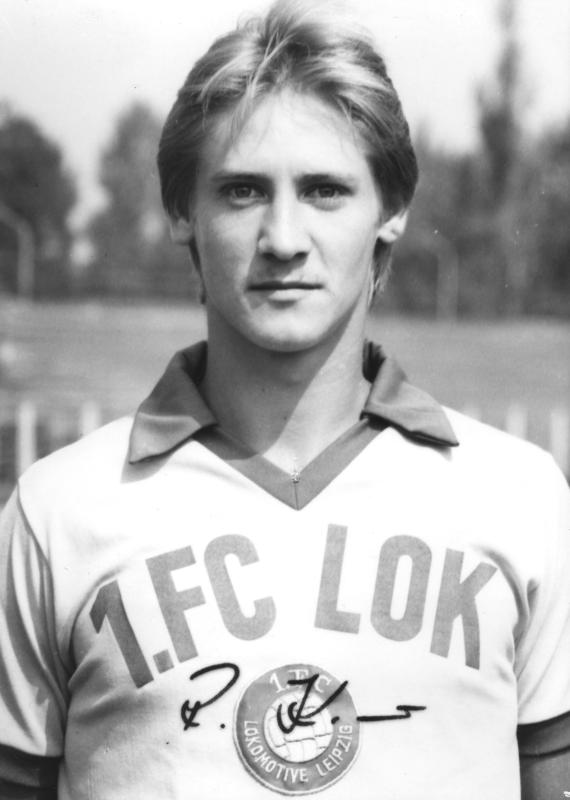
Ronald Kreer
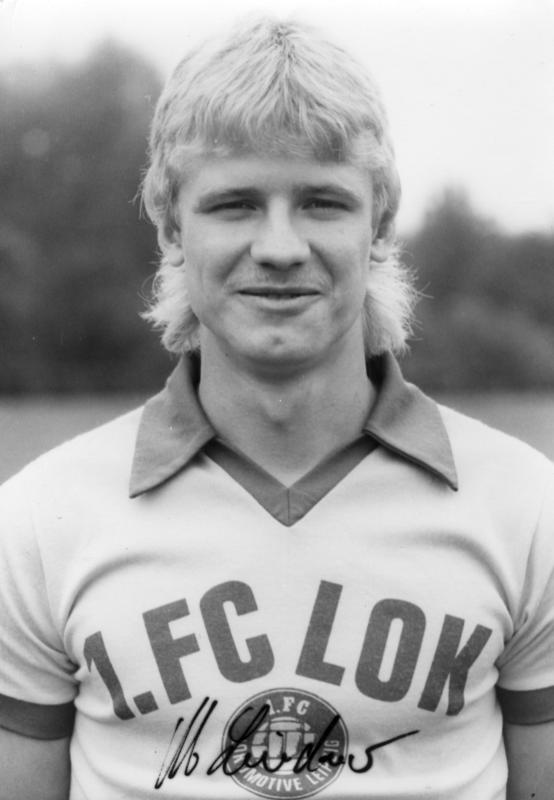
Matthias Lindner
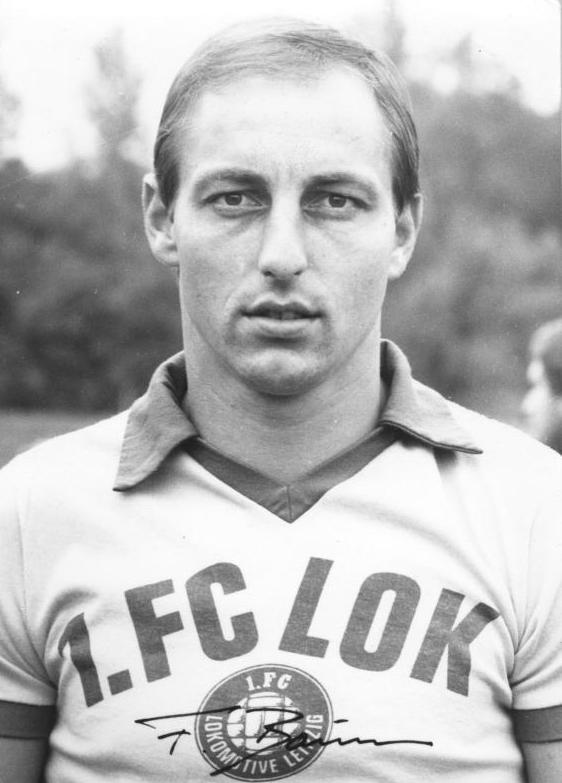
Frank Baum
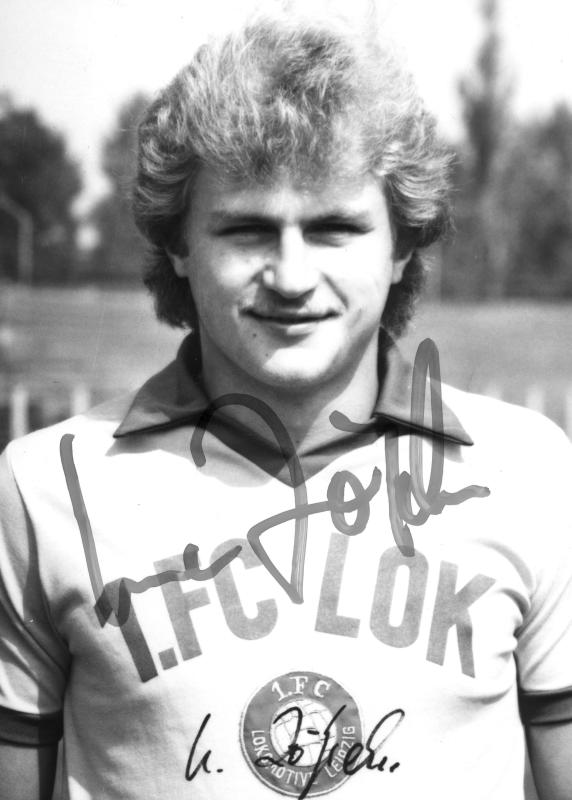
Uwe Zötzsche
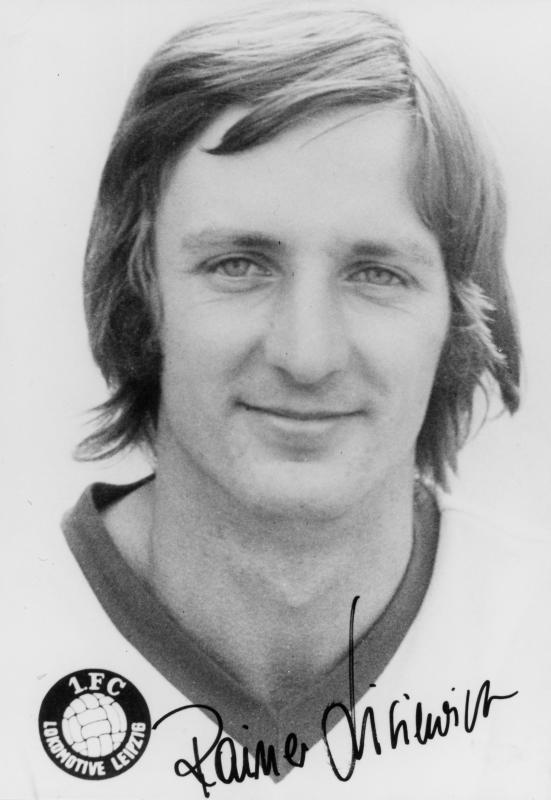
Rainer Lisiewicz
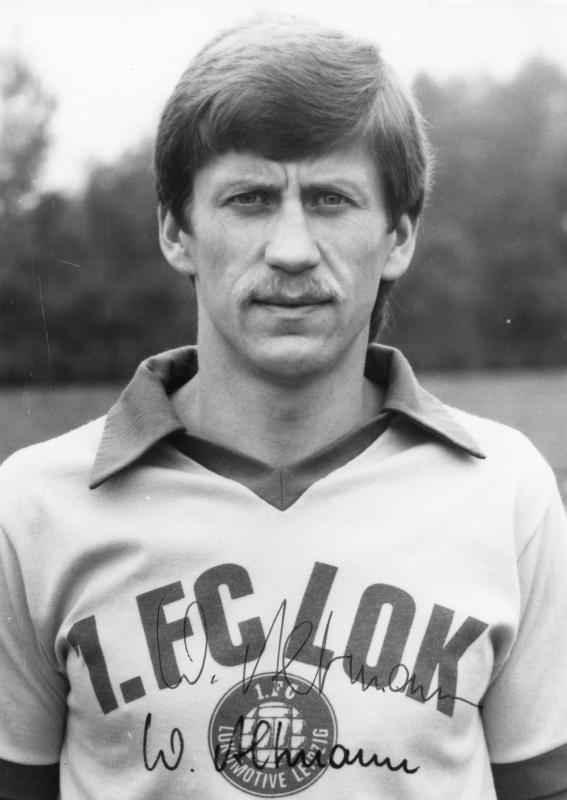
Wolfgang Altmann
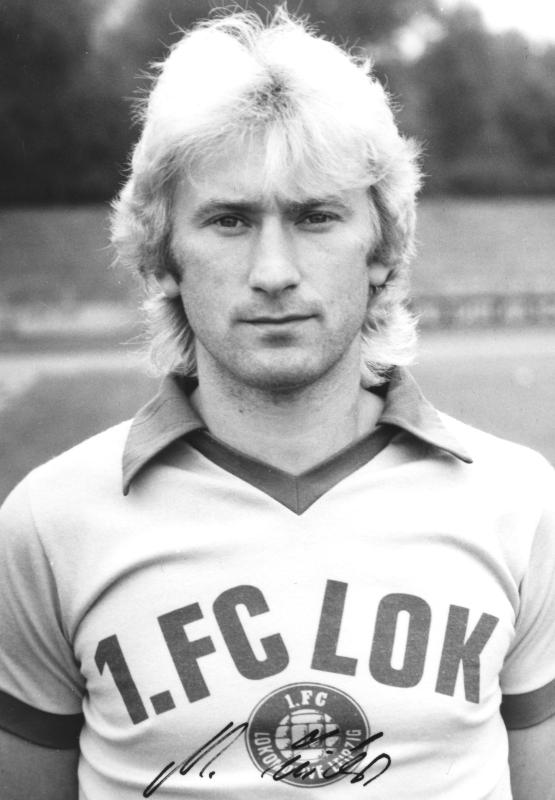
Matthias Liebers
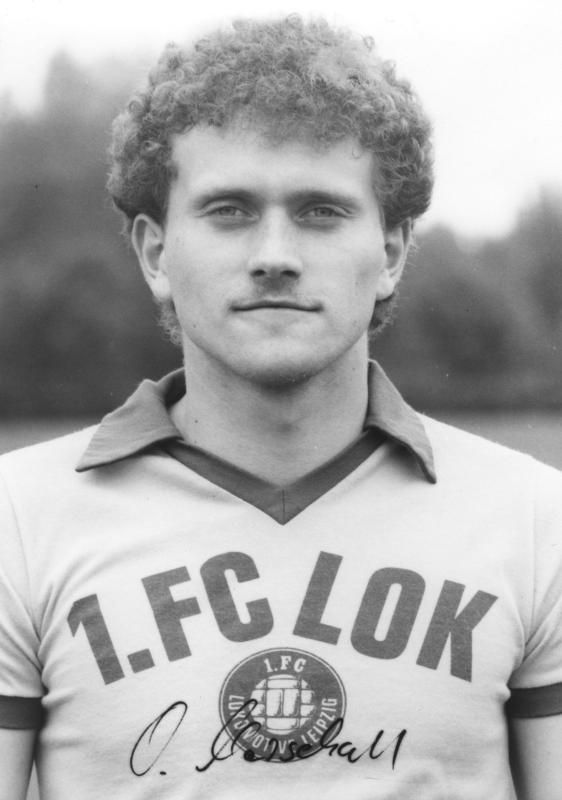
Olaf Marschall
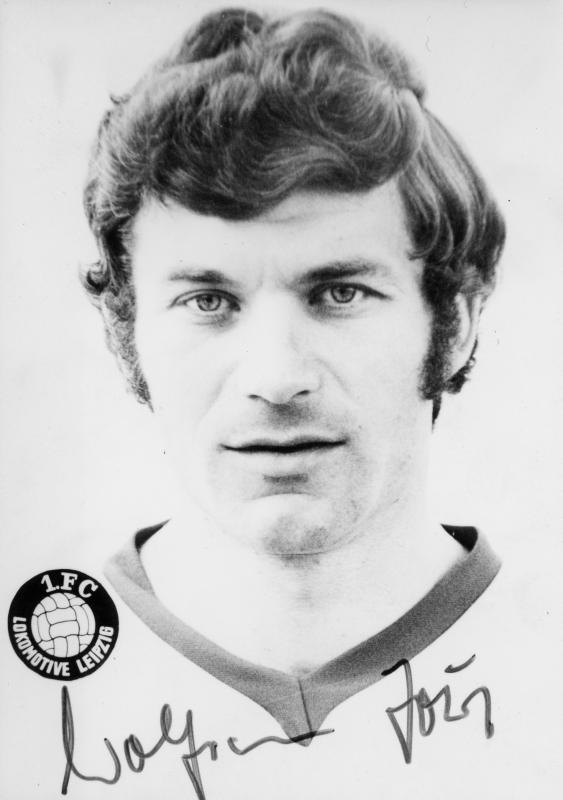
Wolfram Löwe
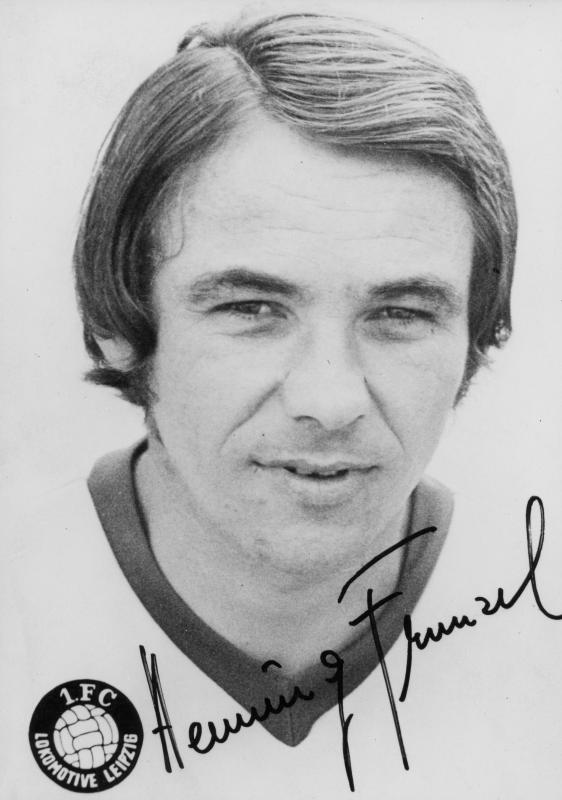
Henning Frenzel
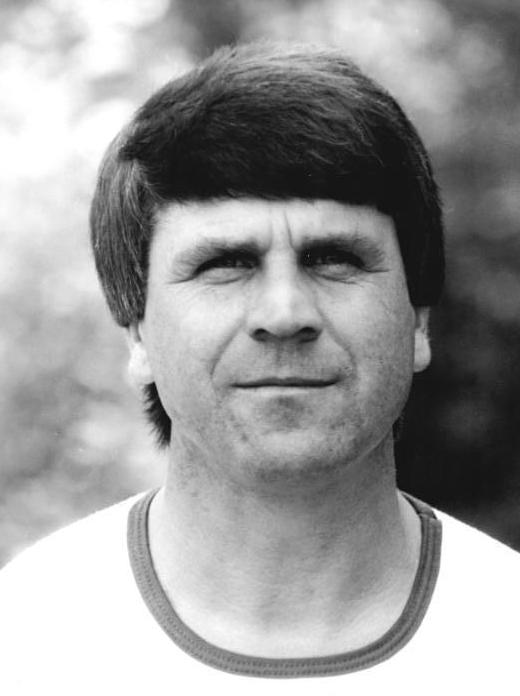
Hans-Ulrich „Ulli“ Thomale
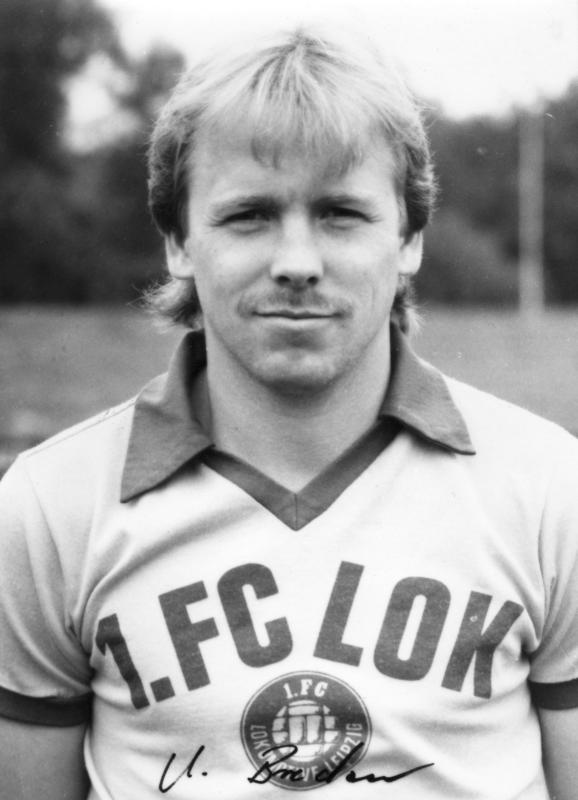
Uwe Bredow
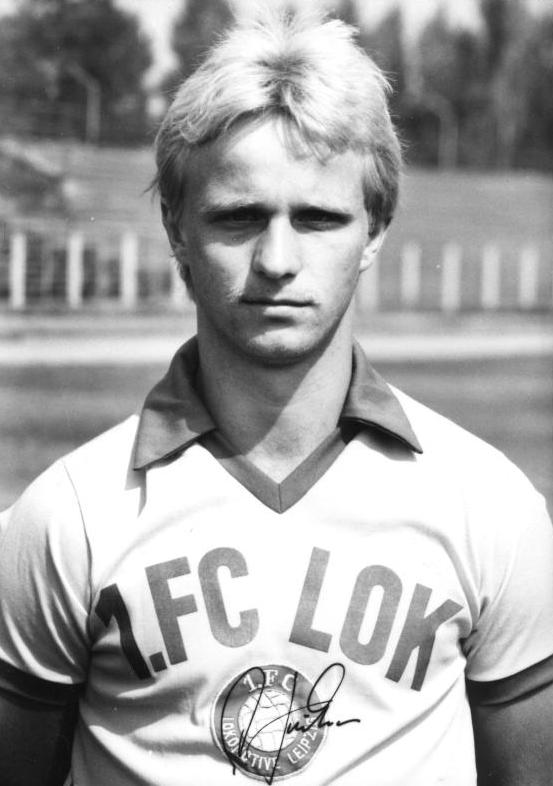
Dieter Kühn

### Weitere ehemalige Spieler
- Rico Engler
- Thorsten Görke
- Jens Jaschob
- Torsten Jülich
- Jiří Mašek
- Norikazu Murakami
- Jürgen Rische
- Philipp Serrek
- Sebastian Zielinsky
- Nicky Adler
- Ryan Malone
- Nils Gottschick
- Marco Rose
- Lothar Matthäus (ein Spiel)

### Trainer
| BSG Einheit Leipzig–Ost - Rudolf Walseck (1951–1952) - Otto Winter (1952–1954) - Arthur Fischer (1953–1954) SC Rotation Leipzig - Heinz Krügel (1954–1956) - Hans Studener (1957–1958) - Werner Welzel (1956–1959) - Martin Brunnert (1959–1960) - Martin Schwendler (1961–1963) SC Lokomotive Leipzig - Alfred Kunze (1954–1955) - Fritz Wittenbecher (1955–1957) - Alfred Kunze (1958–1963) SC Leipzig - Rudolf Krause (1963–1965) - Günter Konzack (1965–1966) | 1. FC Lok Leipzig - Hans Studener (1966–1969) - Kurt Holke (1969–1971) - Horst Scherbaum (1971–1976) - Manfred Pfeifer (1976–1978) - Heinz Joerk (1978–1979) - Harro Miller (1979–1985) - Hans–Ulrich „Ulli“ Thomale (1985–1990) - Gunter Böhme (1990–1991) - Jürgen Sundermann (ab 1991) | VfB Leipzig - Jürgen Sundermann (28. Mai 1991 bis 30. Juni 1993) - Bernd Stange (1. Juli 1993 bis 21. Februar 1994) - Jürgen Sundermann (22. Februar 1994 bis 8. April 1994) - Damian Halata (9. April 1994 bis 30. Juni 1994) - Tony Woodcock (1. Juli 1994 bis 30. Oktober 1994) - August „Gustl“ Starek (31. Oktober 1994 bis 30. Mai 1996) - Damian Halata (1. Juni 1996 bis 30. Juni 1996) - Sigfried Held (1. Juli 1996 bis 7. Oktober 1997) - Damian Halata (8. Oktober 1997 bis 30. Juni 1998) - Hans-Ulrich Thomale (1. Juli 1998 bis 28. März 1999) - Dragoslav Stepanović (29. März 1999 bis 29. August 1999) - Joachim Steffens (30. August 1999 bis 22. Juli 2001) - Hans-Jürgen Dörner (23. Juli 2001 bis 26. März 2003) - Detlef Schößler (27. März 2003 bis 3. Juni 2003) - Hermann Andreev (24. Juni 2003 bis 19. März 2004) - Michael Breitkopf, Jörg Engelmann (20. März 2004 bis 22. April 2004) - Mike Sadlo (23. April 2004 bis 30. Juni 2004) | 1. FC Lok Leipzig - Rainer Lisiewicz (1. Juli 2004 bis 12. Mai 2009) - Jörg Seydler (13. Mai 2009 bis 29. November 2009) - Uwe Trommer (30. November 2009 bis 30. Juni 2010) - Joachim Steffens (1. Juli 2010 bis 31. Dezember 2010) - Mike Sadlo (1. Januar 2011 bis 31. Dezember 2011) - Willi Kronhardt (2. Januar 2012 bis 30. Juni 2012) - Marco Rose (1. Juli 2012 bis 30. Juni 2013) - Carsten Hänsel (1. Juli 2013 bis 23. September 2013) - Heiko Scholz (7. Oktober 2013 bis 23. September 2018) - Björn Joppe (24. September 2018 bis 17. Dezember 2018) - Rainer Lisiewicz (18. Dezember 2018 bis 19. Oktober 2019) - Wolfgang Wolf (19. Oktober 2019 bis 30. Juni 2020) - Almedin Civa (2. Juli 2020 bis 19. Februar 2024) - Tomislav Piplica (19. Februar 2024 bis 30. Juni 2024) - Jochen Seitz (ab 1. Juli 2024) |

## Stadien

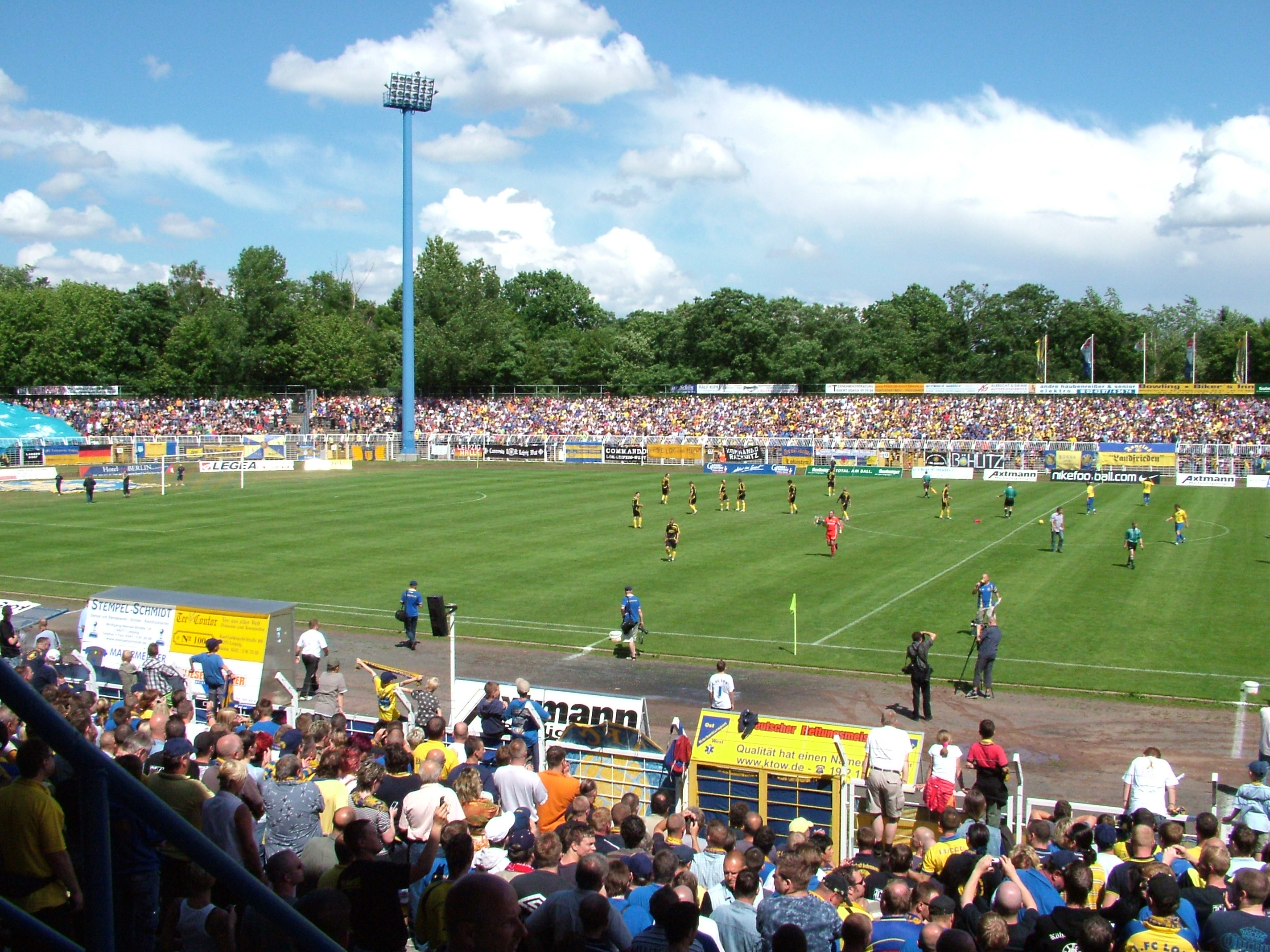
Bruno-Plache-Stadion (2007)

Seine Heimspiele trägt der 1. FC Lokomotive in der Regel im Bruno-Plache-Stadion aus. In der Vergangenheit fanden auch Heimspiele im Zentralstadion (heute: Red-Bull-Arena) statt. Der 1. FC Lokomotive ist seit 2015 der Eigentümer des Bruno-Plache-Stadions, welches auch nur kurz als Bruno bezeichnet wird.
Schon seit den 1920er Jahren wird im Bruno-Plache-Stadion Fußball gespielt. Und immer war es die Heimat des VfB Leipzig und des 1. FC Lok. Einzige Ausnahme waren die Jahre 1992–1995, aufgrund der Sicherheitsbestimmungen der 2. Bundesliga. Es befindet sich im Leipziger Stadtteil Probstheida, südlich des Völkerschlachtdenkmals. Offiziell fasst das Stadion heute 15.600 Zuschauer. Aufgrund verschiedener Sicherheitsbestimmungen ist es allerdings nur für 10.900 Zuschauer zugelassen. Bei der Eröffnung kamen 50.000 Zuschauer zum Spiel des VfB Leipzig gegen den Hamburger SV. Die 1932 errichtete und heute noch in Betrieb befindliche Holztribüne ist weitestgehend im Originalzustand erhalten. Sie ist damit ein bedeutendes historisches Beispiel für eine große Holztribüne in deutschen Fußballstadien jener Zeit.
Es gibt auch eine Initiative zum Erhalt des Bruno-Plache-Stadions, die von Fans des 1. FC Lok getragen wird. Dabei geht es hauptsächlich um Arbeitseinsätze und eigenständige Instandhaltungen und Sanierungsarbeiten, die freiwillig und uneigennützig durchgeführt werden. Die Vision der Initiative ist dabei, das Plache vollständig zu sanieren und in ein modernes Stadion für etwa 20.500 Zuschauer umzuwandeln. Die Kosten sollen bei etwa 10 bis 20 Millionen Euro liegen.

## Fans
Ein Teil der Fanszene gilt als gewaltbereit und rechtsorientiert, wobei Präsidium und Vereinsführung darauf hinweisen, dass es sich hierbei um „Problemfans“ innerhalb der Fanszene handle. Gewalttaten und politisch motivierte Ausschreitungen, bei denen ein offenes Bekenntnis zum Verein Lok Leipzig propagiert wurde, sorgten in der Vergangenheit mehrfach bundesweit für Schlagzeilen. Von den Verursachern solcher Straftaten hat sich der Verein stets in Stellungnahmen distanziert. Wiederum betonen aktive Fans aus der Fankurve, dass sie „menschenverachtendes Gedankengut ablehnen, Diskriminierungen und ähnlicher Müll in unseren Reihen keinen Platz finden“. So nutzten die Ultras von Blue Side Lok ein Heimspiel von Lok Leipzig, um andere Lok-Fans zu Zivilcourage gegen Rassismus aufzurufen.
Viele Fans zieht das „Ortsderby“ gegen den Lokalrivalen BSG Chemie Leipzig an. Mit 112 Partien ist es nach dem Münchner Stadtderby und vor dem Hamburger Stadtderby das am zweithäufigsten ausgetragene Stadtderby in der deutschen Fußballgeschichte.

### Fanfreundschaften
Die aktive Fanszene pflegt vor allem zur Saalefront, der Ultragruppe des Halleschen FC, eine enge Freundschaft. Da diese enge Kontakte zu den Erfordia Ultras aus Erfurt pflegen, gibt es auch vereinzelte Kontakte zum FC Rot-Weiß Erfurt. So entstand ein Dreier-Bündnis aus den Anhängern von Erfurt, Halle und Leipzig. Früher pflegten vor allem die Hooligans des Vereins Kontakte zu der stark rechtsextrem geprägten Szene Irriducibili Lazio, den Anhängern von Lazio Rom.

## Frauenfußball

### Geschichte
Noch unter dem Namen VfB Leipzig stieg die Mannschaft 2003 in die Regionalliga Nordost auf. Als Fünfter qualifizierte sich die Mannschaft überraschend für die neu gegründete 2. Bundesliga und wurde in die Südgruppe eingeteilt. Der Sprung erwies sich als zu groß und das Team stieg als Tabellenletzter wieder ab. In der folgenden Regionalligasaison wurde der Wiederaufstieg geschafft. 2011 sicherte sich die Mannschaft erstmals den Aufstieg in die Bundesliga. Die Saison 2011/2012 beendete sie auf dem letzten Tabellenplatz und stieg als einziger sportlicher Absteiger wieder ab.
Zum 1. Juli 2013 verließen alle Frauen- und Mädchenmannschaften aufgrund von finanziellen Problemen den Verein und wechselten geschlossen zum neugegründeten FFV Leipzig.

### Erfolge
- Aufstieg in die Bundesliga: 2010/11
- Meister der Regionalliga Nordost: 2005/06
- Aufstieg in die 2. Bundesliga: 2005/06